# Баден (Австрия)

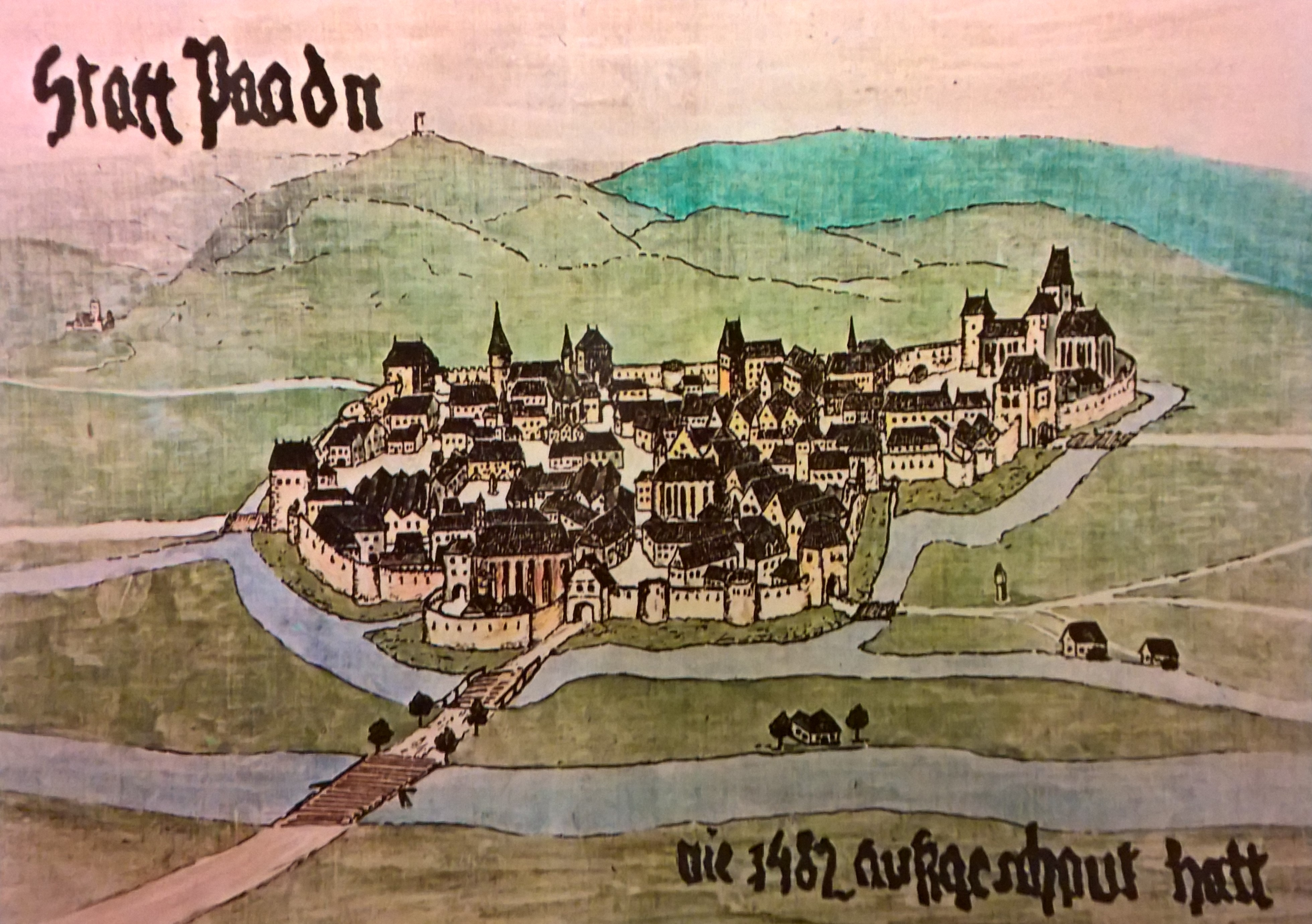
Баден в 1482 году

Ба́ден (нем. Baden) — город, окружной центр в Австрии, в федеральной земле Нижняя Австрия, спа-курорт. Расположен в 26 км к югу от Вены, с которой связан трамвайной линией. Город часто называется «Баден под Веной» (нем. Baden bei Wien). Хоть это название и не является официальным, оно может использоваться для того, чтобы отличать город от других с таким же именем, например: Баден-Баден или Баден в Швейцарии. Город состоит из кадастровых общин (нем. Katastralgemeinden): Баден, Брайтен, Гамингерхоф, Леерсдорф, Миттерберг, Раухенштайн и Вайкерсдорф.
Входит в состав округа Баден. Население составляет 25 136 человек (на 1 января 2010 года). Занимает площадь 26,89 км². Официальный код — 3 06 04.
Баден расположен в устье живописной долины Хелененталь (нем. Helenental) — части долины реки Швехат в горном массиве Венского Леса (нем. Wienerwald). Был основным местом летнего отдыха богатых жителей близлежащей австрийской столицы.
С 2021 года включён в Список Всемирного наследия ЮНЕСКО в категорию Великие курортные города Европы.

## Курорт

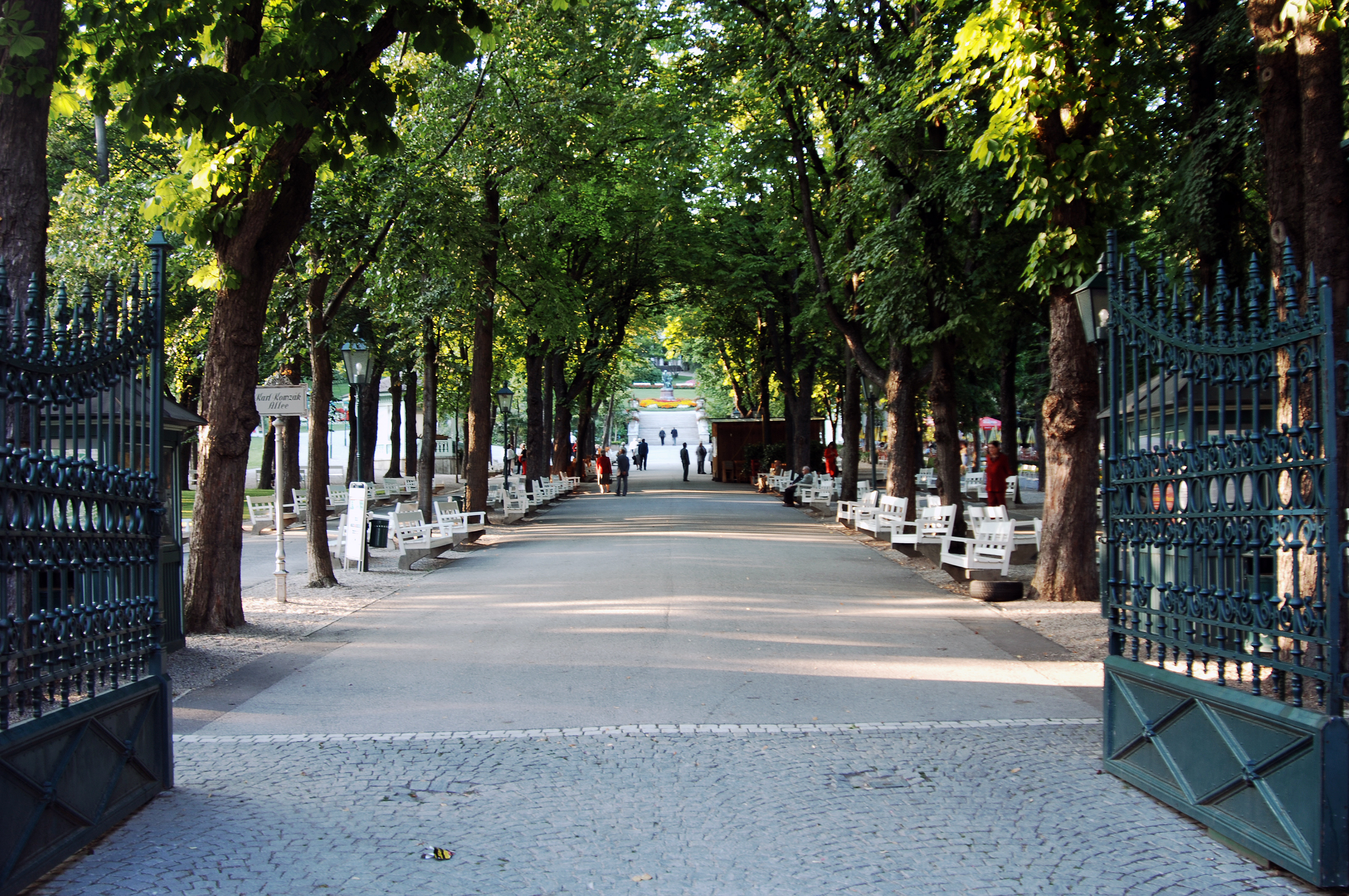
Вход в Курпарк

Баден — один из лучших курортов Австрии. Известен со времен Римской империи под названием Термы Панноники (лат. Thermae Pannonicae). Горячие серные источники использовались римлянами (лат. Itinerarium Antonini). Ныне купальни «Римские термы» работают круглогодично. Имеются открытые летние купальни. Всего в Бадене пятнадцать купален, тринадцать из которых тёплые, благодаря которым город и получил своё название. Температура воды тёплых купален от 22 °C до 36 °C, а её ключевым ингредиентом является сульфат кальция. Их источники, которые используются преимущественно для купания, в основном расположены у подножья горы Кальвариенберг (нем. Calvarienberg, около 326 м), состоящей из доломитизированного известняка.

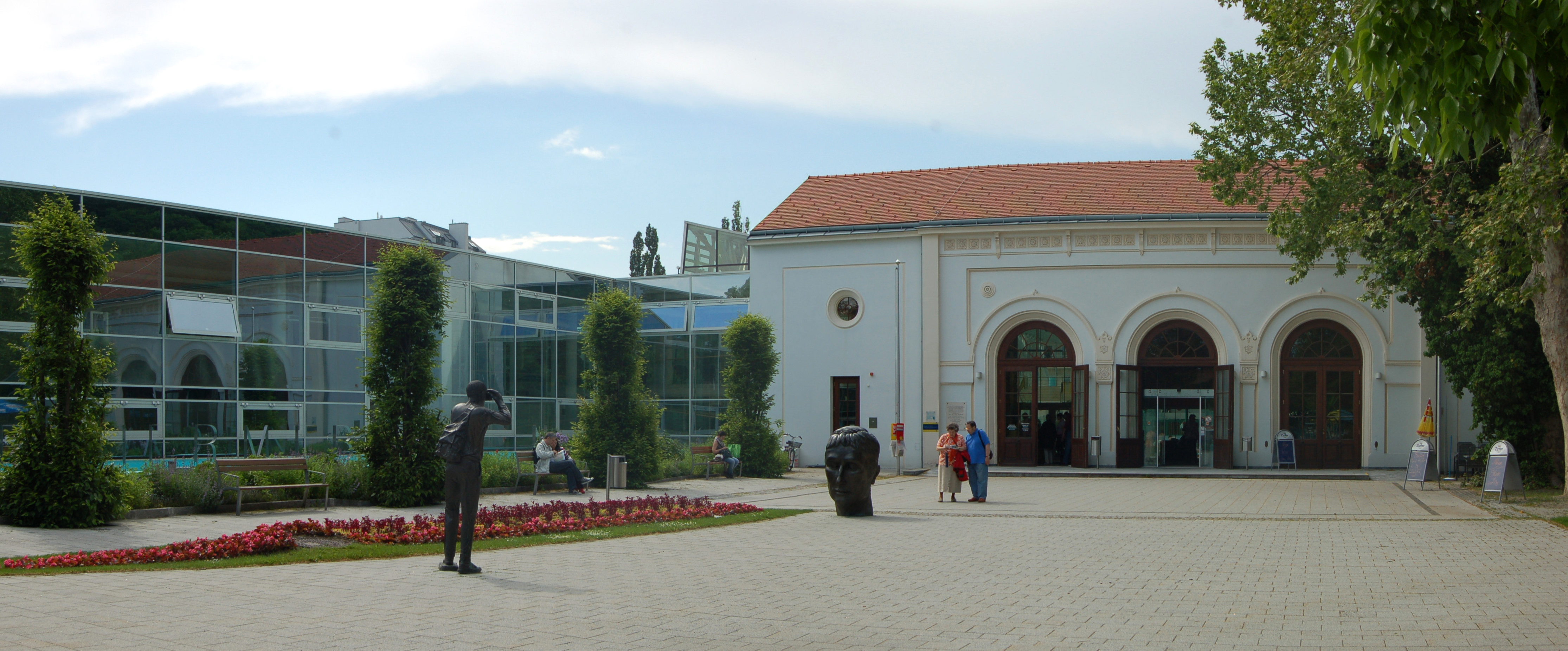
Римские термы

## История
Как упоминалось, слава Бадена возникла ещё во времена Римской империи. Поселение упоминается в документе 869 года как Падун. Привилегии города оно получило в 1480 году. Хотя город в разные периоды был разграблен венграми и турками, он вскоре опять расцветал. Несколько членов австрийской императорской семьи делали Баден своей летней резиденцией и строили здесь роскошные виллы, особенно первый император Австрии Франц I.

Исторические карты
1872
1872
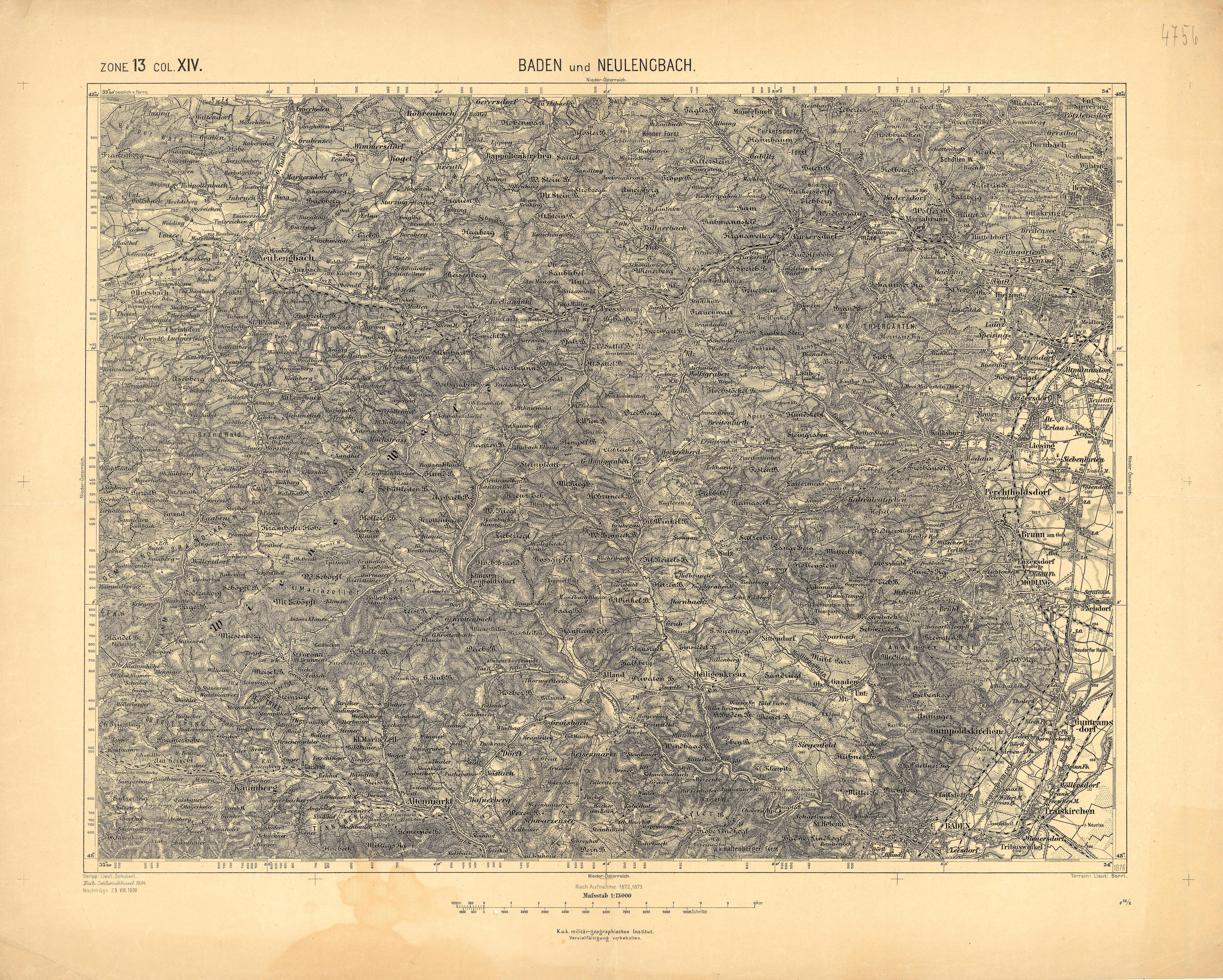
1876
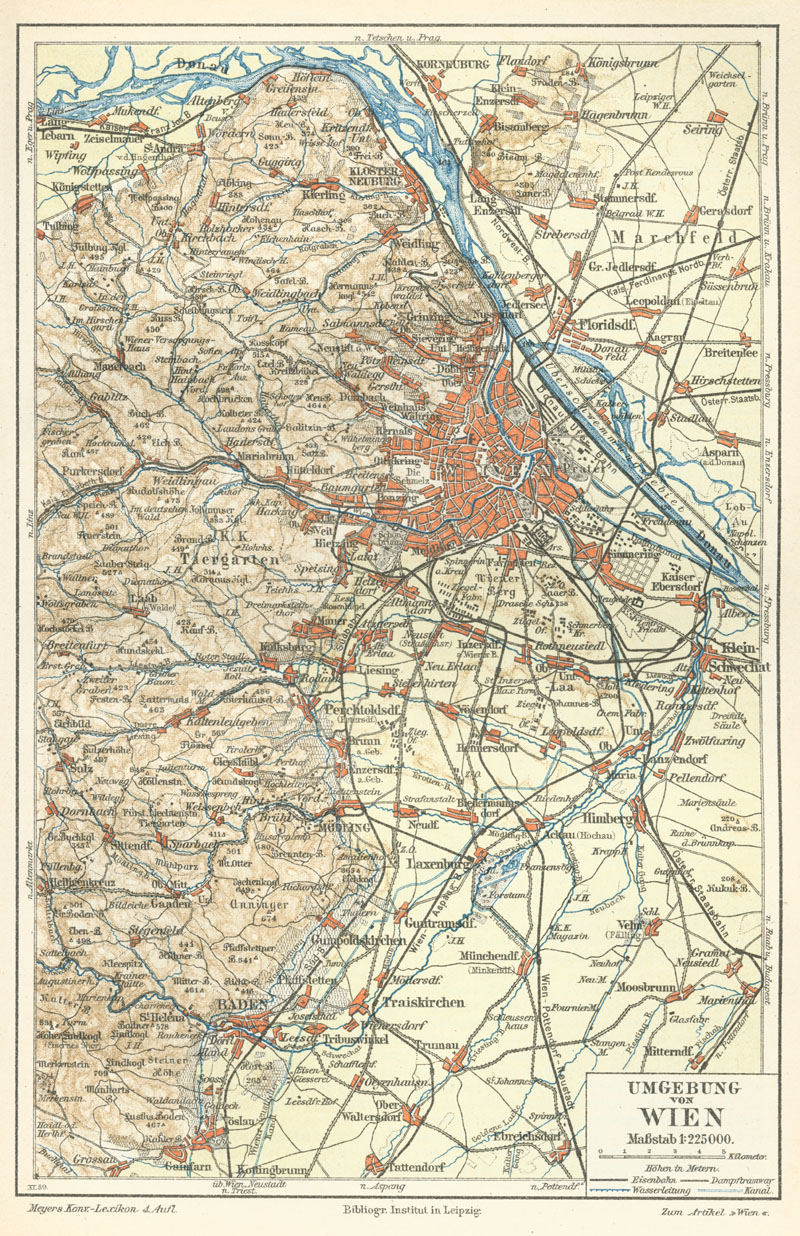
1888
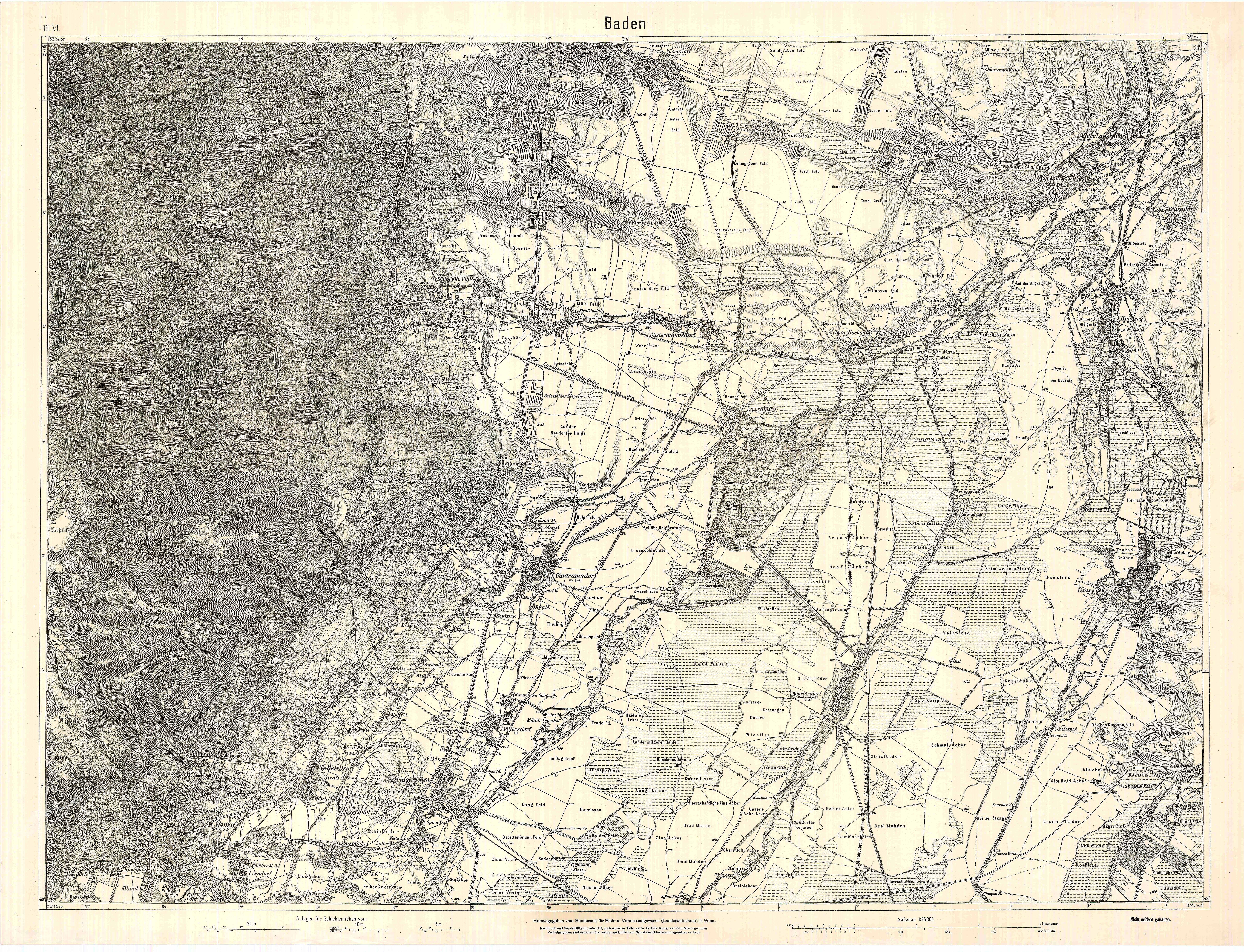
1901

Исторические изображения
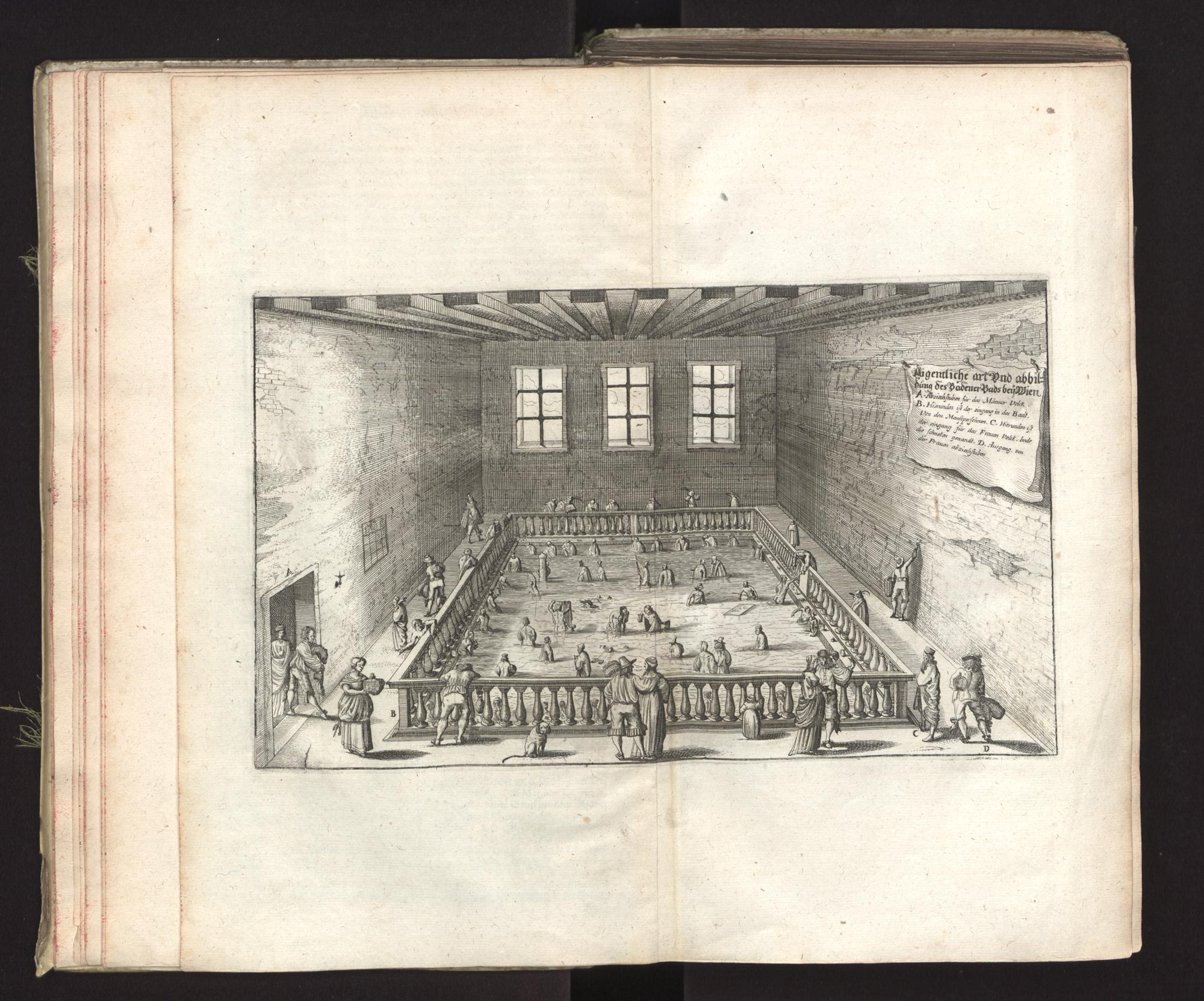
Герцогсбад (1679)
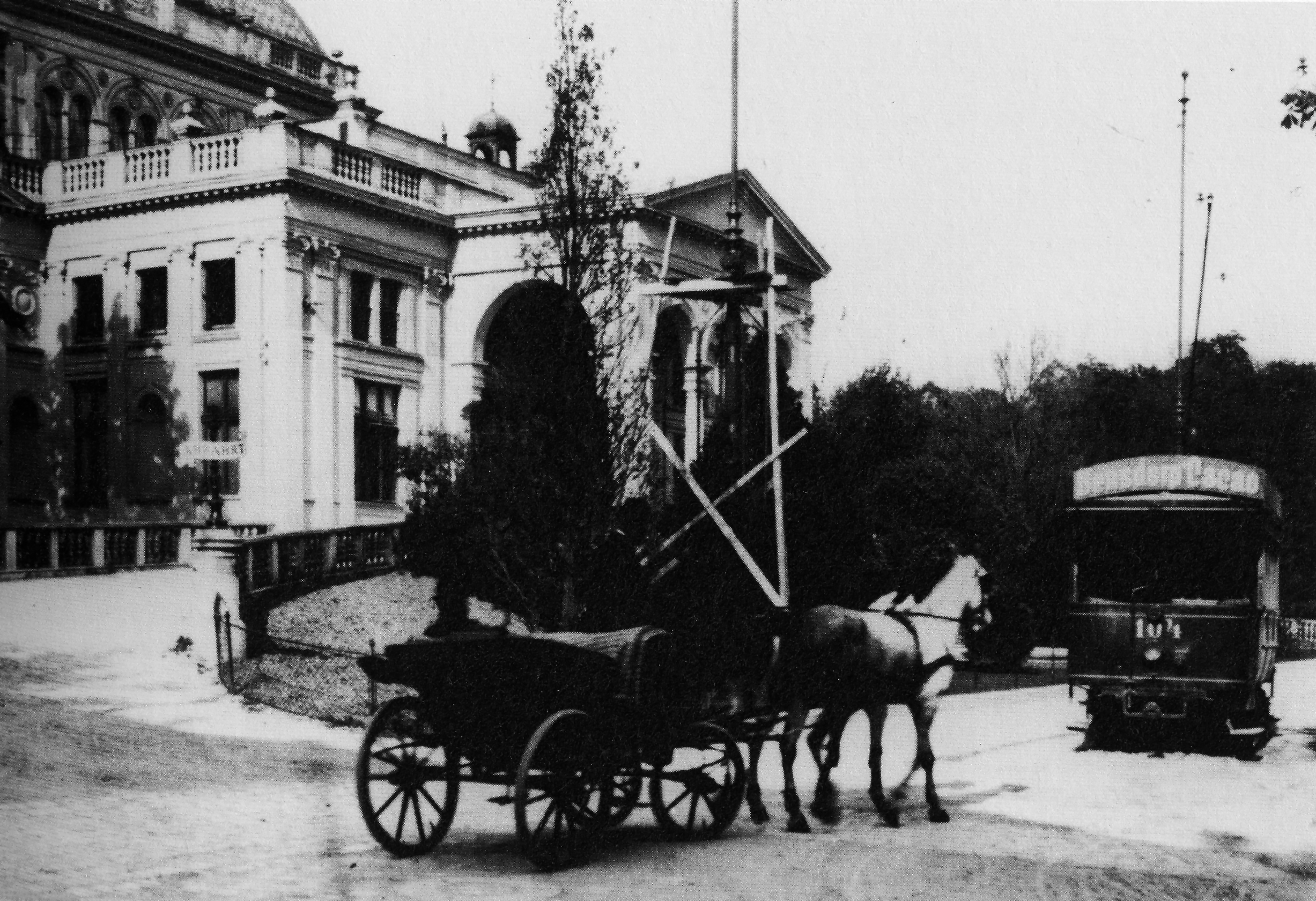
1899—1927
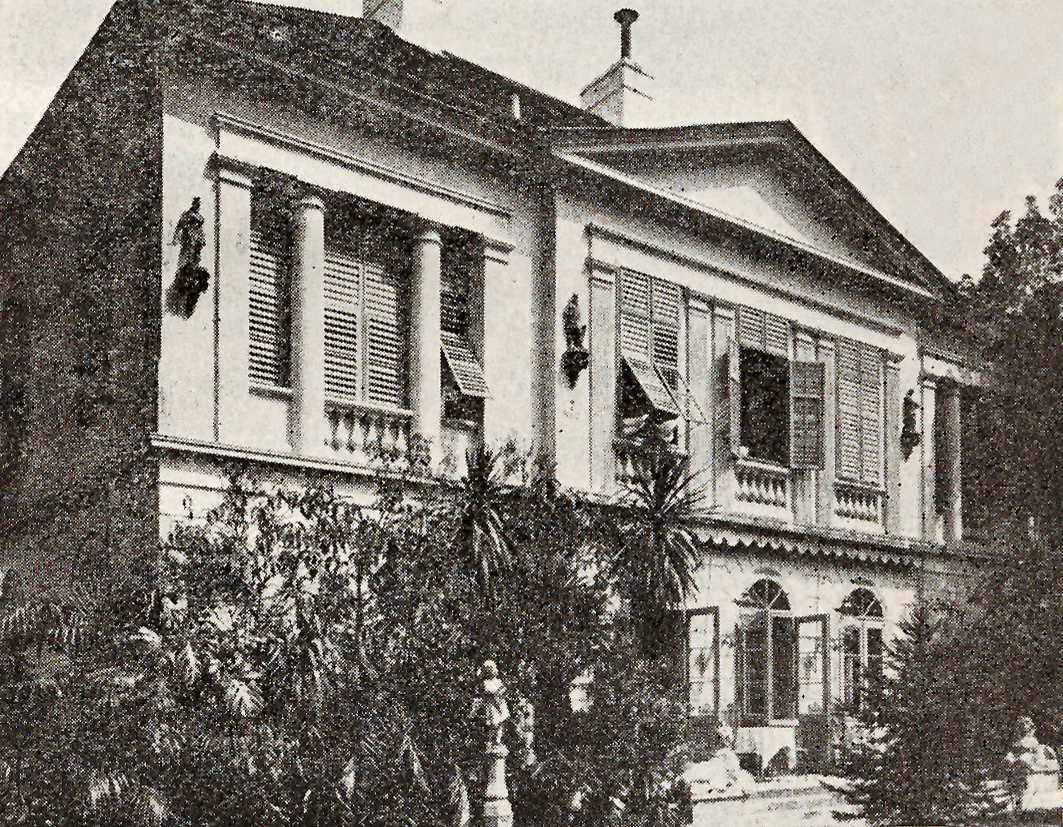
Вилла Hudelist (1911) (позднее — вилла Löwenstein)
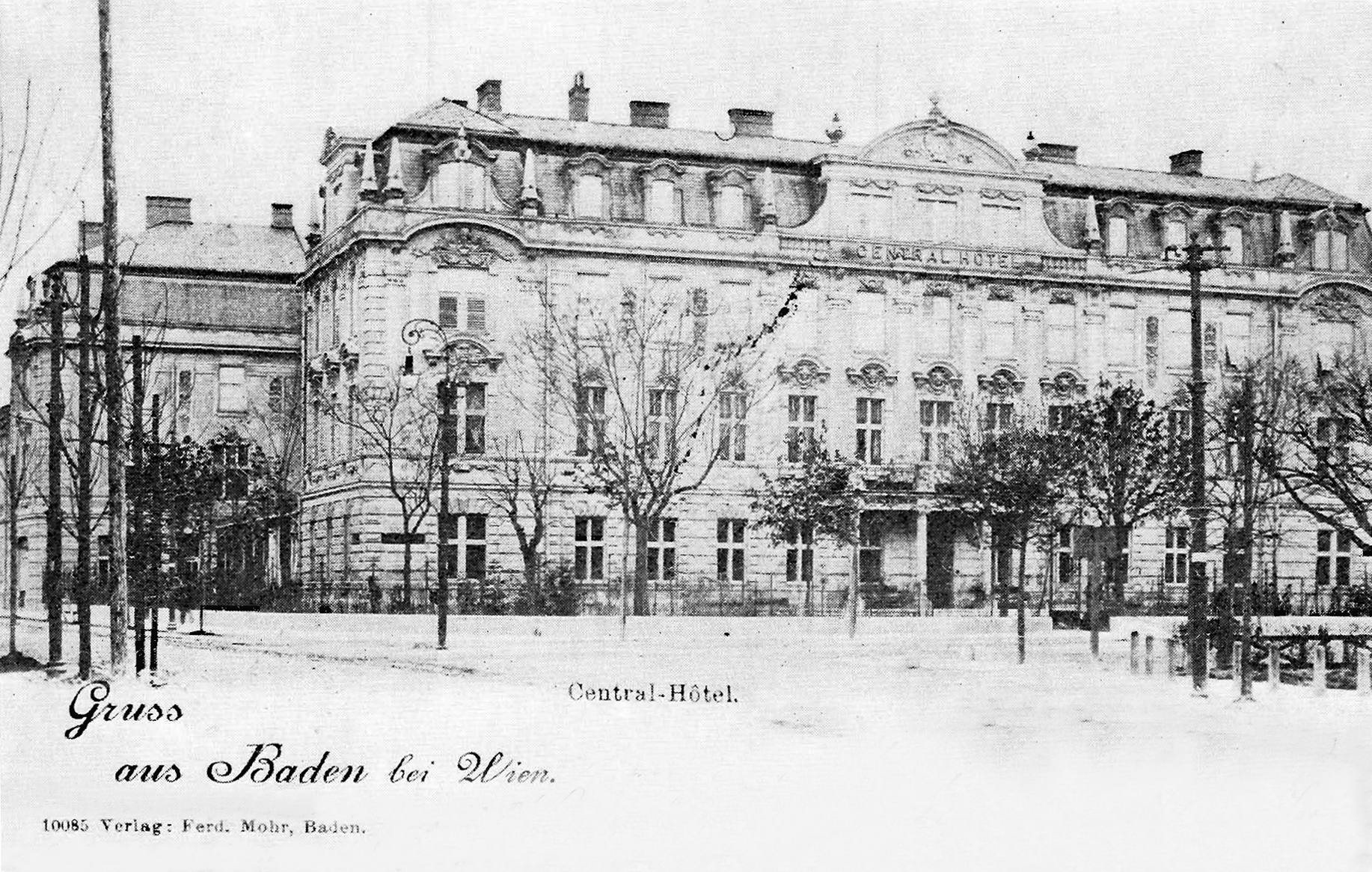
Центральный отель (1919)
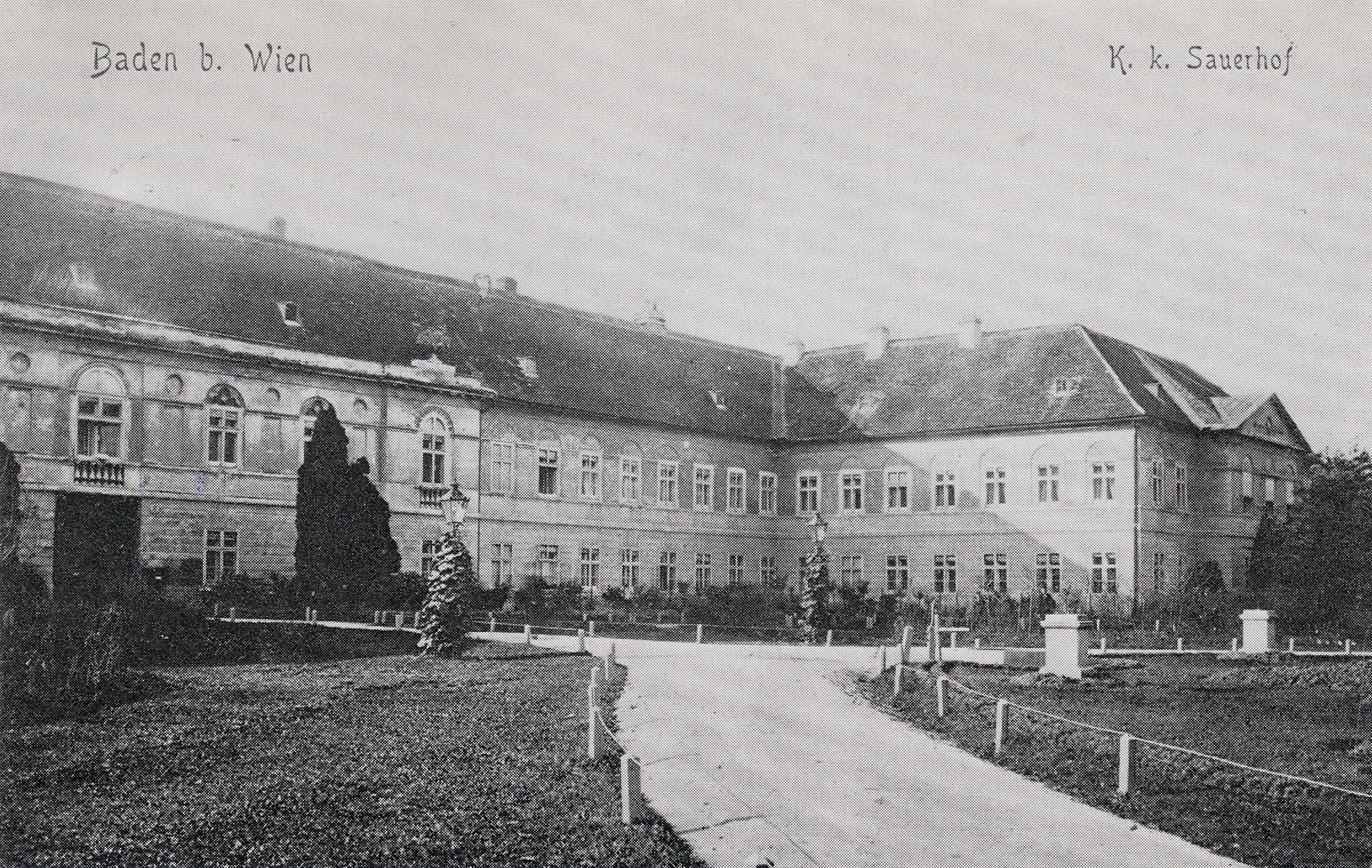
Sauerhof (1919)
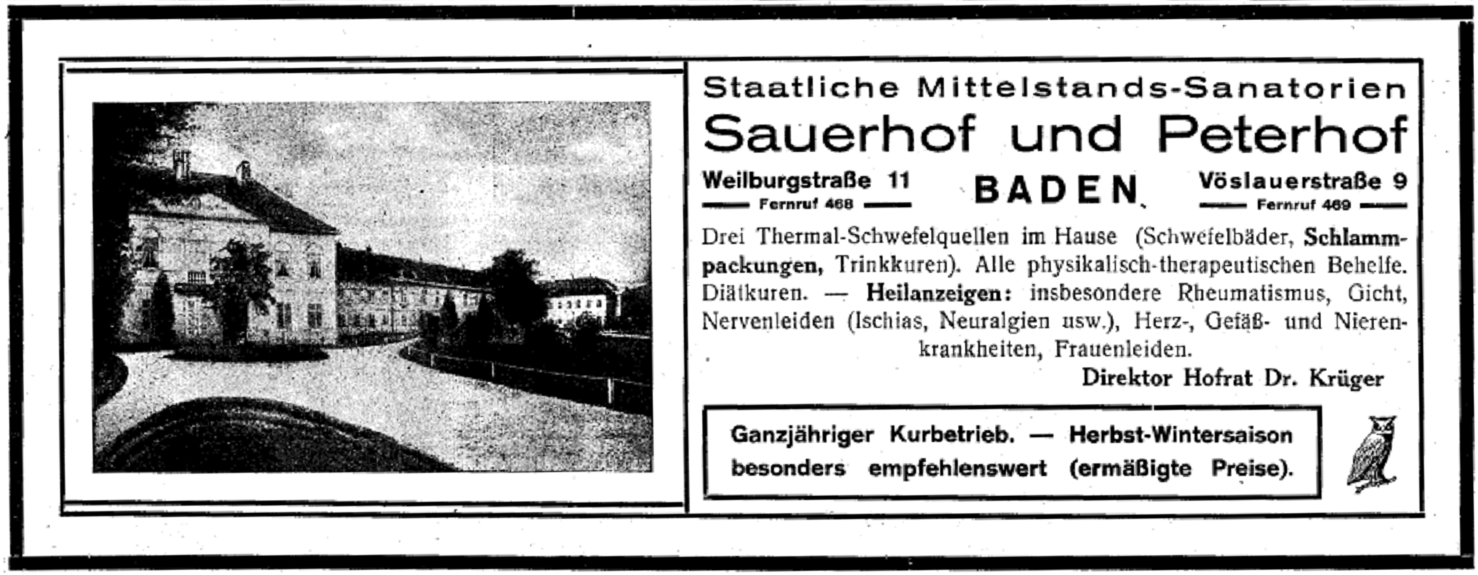
Sauerhof и Peterhof (1925)
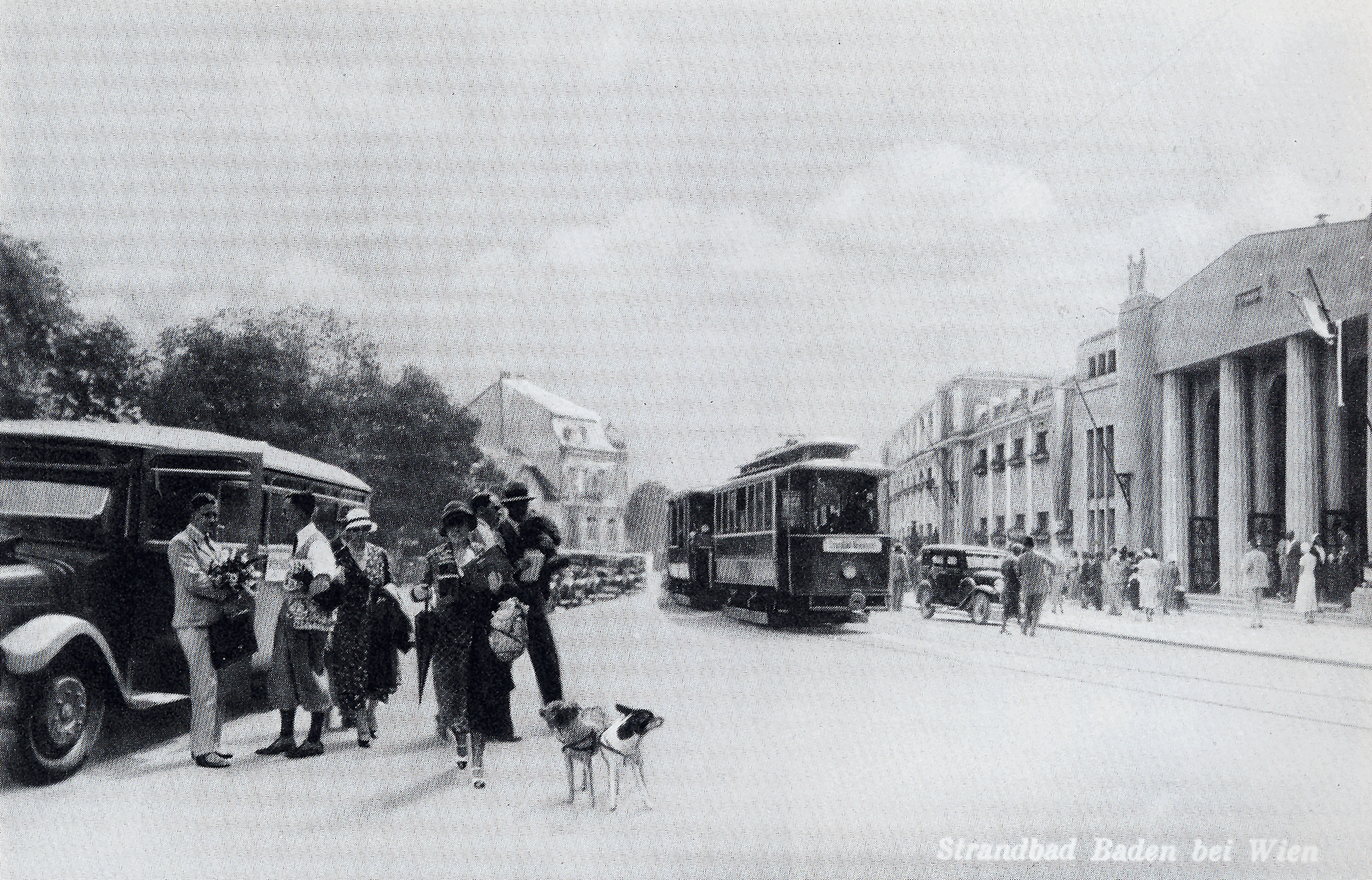
(1926—1931)
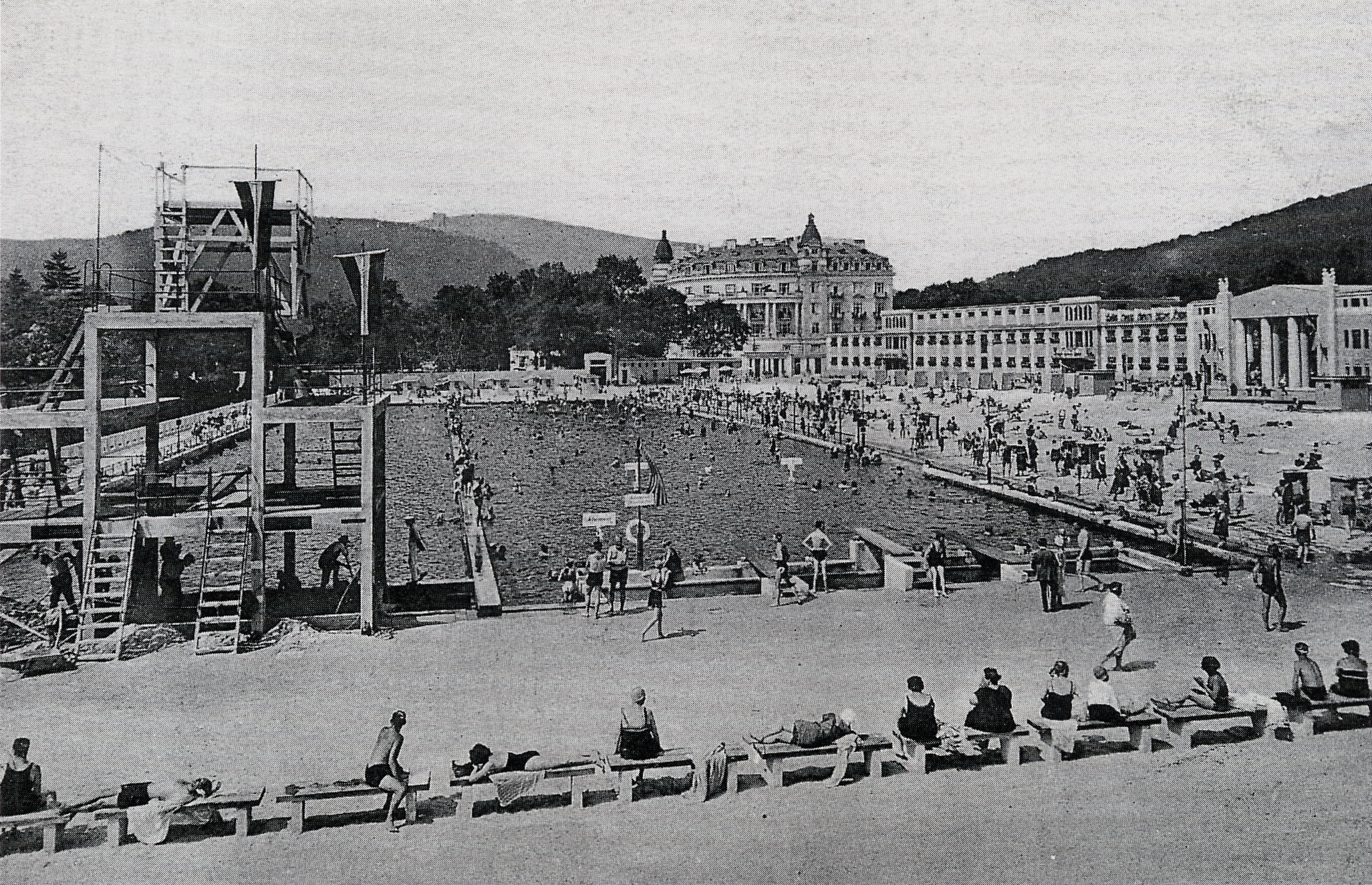
Strandbad (1928)

В 1945—1955 в городе был штаб Советской военной администрации.

## Достопримечательности и окрестности

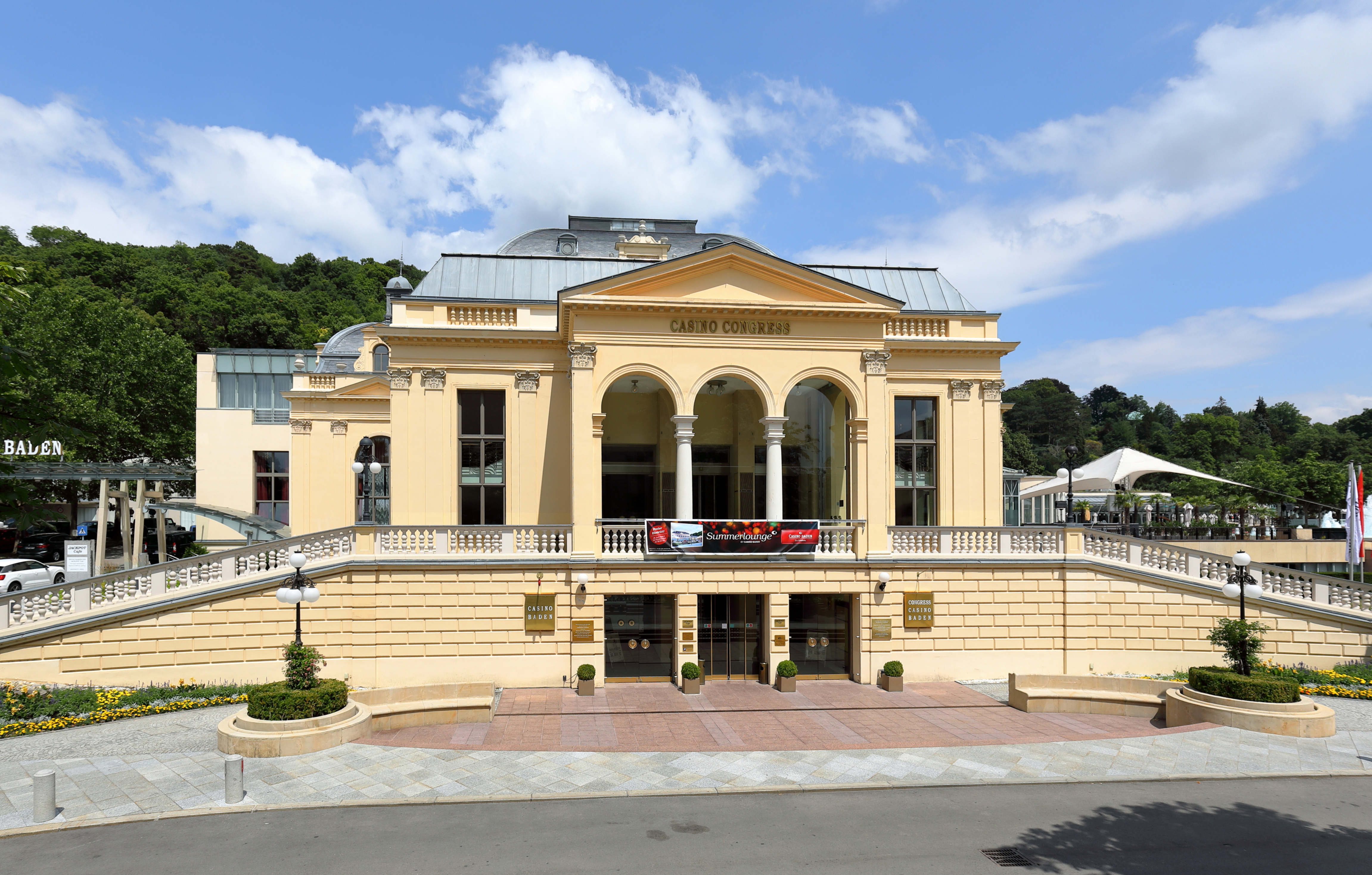
Казино

В Бадене есть курзал, приходская церковь в позднем готическом стиле и ратуша, в которой содержатся архивы. Здесь находятся крупнейшие в центральной Европе казино, самый большой в Австрии розарий и Императорский замок. Баден окружён приблизительно 120 виноградниками и в нём есть около 70 винных ресторанчиков — хойригеров.

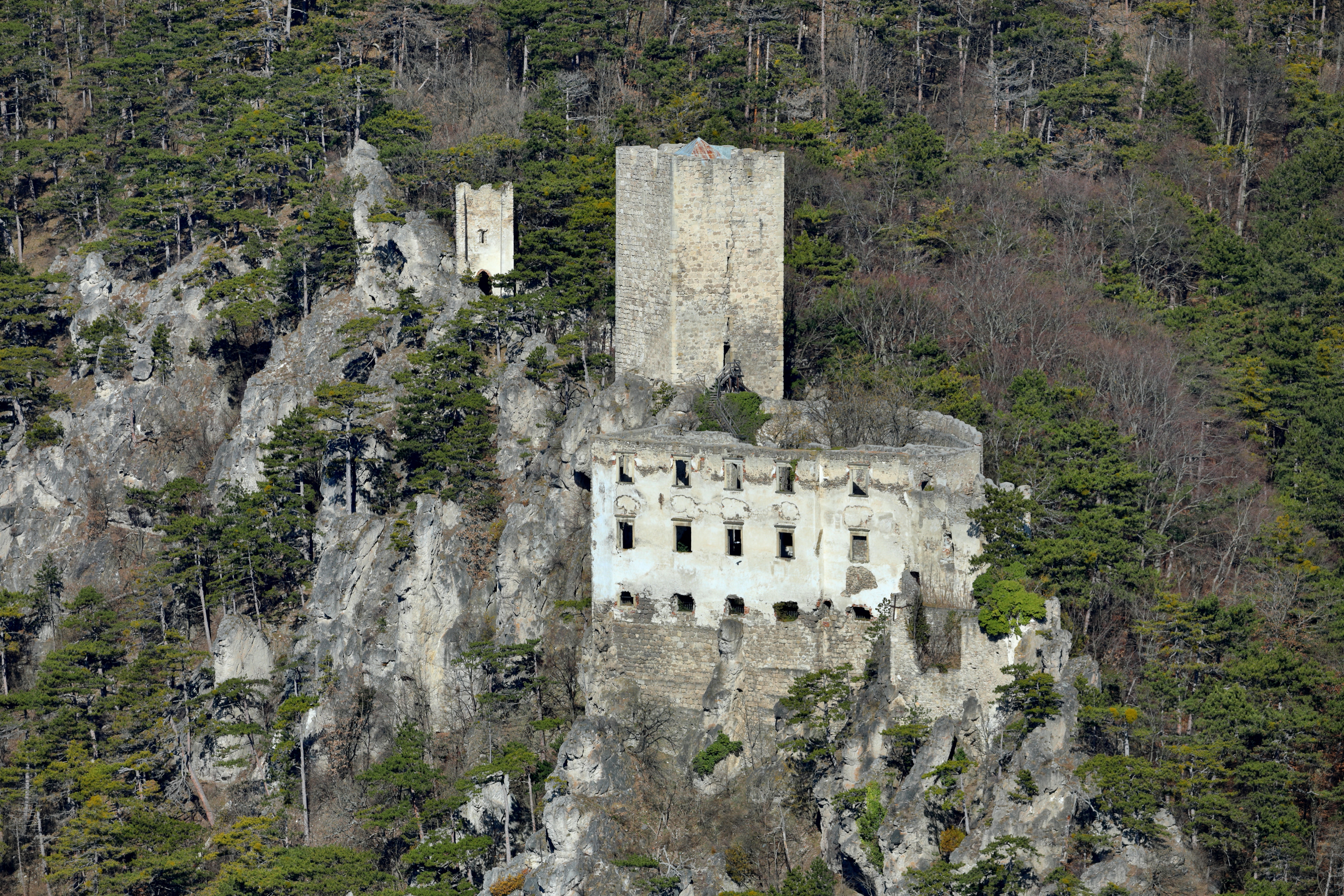
Раухенштайн

В городе есть несколько парков, и его окружают живописные места, наиболее популярным среди которых является долина Хелененталь. Недалеко от Бадена её пересекает распростёртый акведук венского водовода. У его входа на правом берегу реки стоят руины замка Раухенек (нем. Rauheneck) XII века. А у основания акведука расположен Шато Вайльбург (Château Weilburg), построенный в 1820—1825 годах эрцгерцогом Австрийским Карлом, победителем битвы при Асперне. Напротив, на левом берегу стоит разрушенный замок Раухенштайн (нем. Rauhenstein), тоже датируемый XII-м веком. Около 6 км вверх по долине находится Майерлинг (нем. Mayerling) — охотничий домик, где в 1889 были найдены мёртвыми кронпринц Австрийский Рудольф и
баронесса Мария фон Вечера.
Ещё выше находится Алланд, откуда дорога ведёт к старому и хорошо сохранившемуся аббатству Хайлигенкройц. В его составе есть храм в романском стиле, датируемый XI веком, с красивым монастырским комплексом и гробницами нескольких членов семьи Бабенбергов. Наивысшей точкой в окрестностях Бадена является пик горы Хоер Линдкогель (нем. Hoher Lindkogel, около 861 м), называемой в народе Eisernes Tor (железные врата), подъём на которую занимает приблизительно три часа.
Композитор Людвиг ван Бетховен несколько раз останавливался в Бадене, и многие из его резиденций до сих пор можно увидеть. Их адреса: Antonsgasse 4, Breitnerstrasse 26, Frauengasse 10, Johannesbadgasse 12, Kaiser Franz Ring 9, Rathausgasse 10 (музей) и Weilburgstrasse 13. Баденский городской театр был построен в 1909 году Фердинандом Фельнером, в репертуаре театра преобладают оперетты. В ноябре 2010 года в Бадене был запущен туристический поезд. City Zug Baden ездит по Историческому центру города и в соседний винный городок Soos.

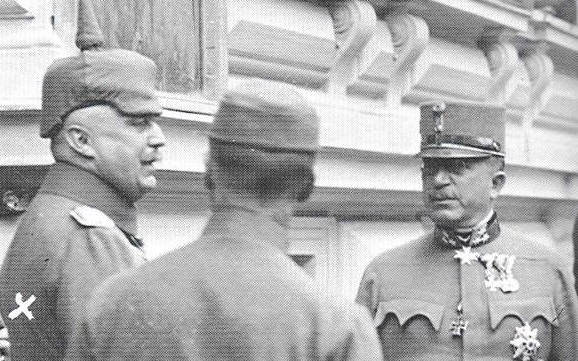
Генерал Людендорф и Генерал Артур Арц фон Штрауссенбург в штаб-квартире в Бадене. 1917

После того как город был уничтожен пожаром в 1812 году, он интенсивно восстанавливался в стиле бидермейер по проектам архитектора Йозефа Корнхёйзеля. Поэтому Баден иногда называется Бидермейерштадтом.
В Первую мировую войну (1914—1918) в Бадене временно размещалось Главное командование Императорских и Королевских войск Австрийской империи.
После открытия казино в 1934 году город стал наиболее важным спа-курортом Австрии.
После Второй мировой войны, в период оккупации Австрии войсками союзников (1945—1955), Баден был штаб-квартирой группы советских войск. На Вилле Розенберг-Орсини находится Баденская Русская Библиотека, насчитывающая более 5 000 томов.

## Транспорт
В Баден можно попасть по Süd Autobahn (южный автобан, A2), а также на железнодорожную станцию Баден по железнодорожной линии Südbahn (в том числе, по линии S9 городской железной дороги — S-Bahn). Кроме того, Вена сообщается с Баденом посредством трамвая-поезда Badner Bahn.

## Политическая ситуация
Бургомистр коммуны — Курт Штаска (АНП) по результатам выборов 2010 года. Его заместитель — Хельга Крисмер из Партии Зелёных.
Совет представителей коммуны (нем. Gemeinderat) состоит из 41 места:
- АНП занимает 18 мест
- СДПА занимает 9 мест
- местный блок — 7 мест
- Зелёные занимают 5 мест
- АПС занимает 2 места

## Численность населения
| 1971   | 1981   | 1991   | 2001   | 2006   | 2010   |
| ------ | ------ | ------ | ------ | ------ | ------ |
| 22 727 | 23 140 | 23 488 | 24 518 | 25 212 | 25 136 |

## Фотографии

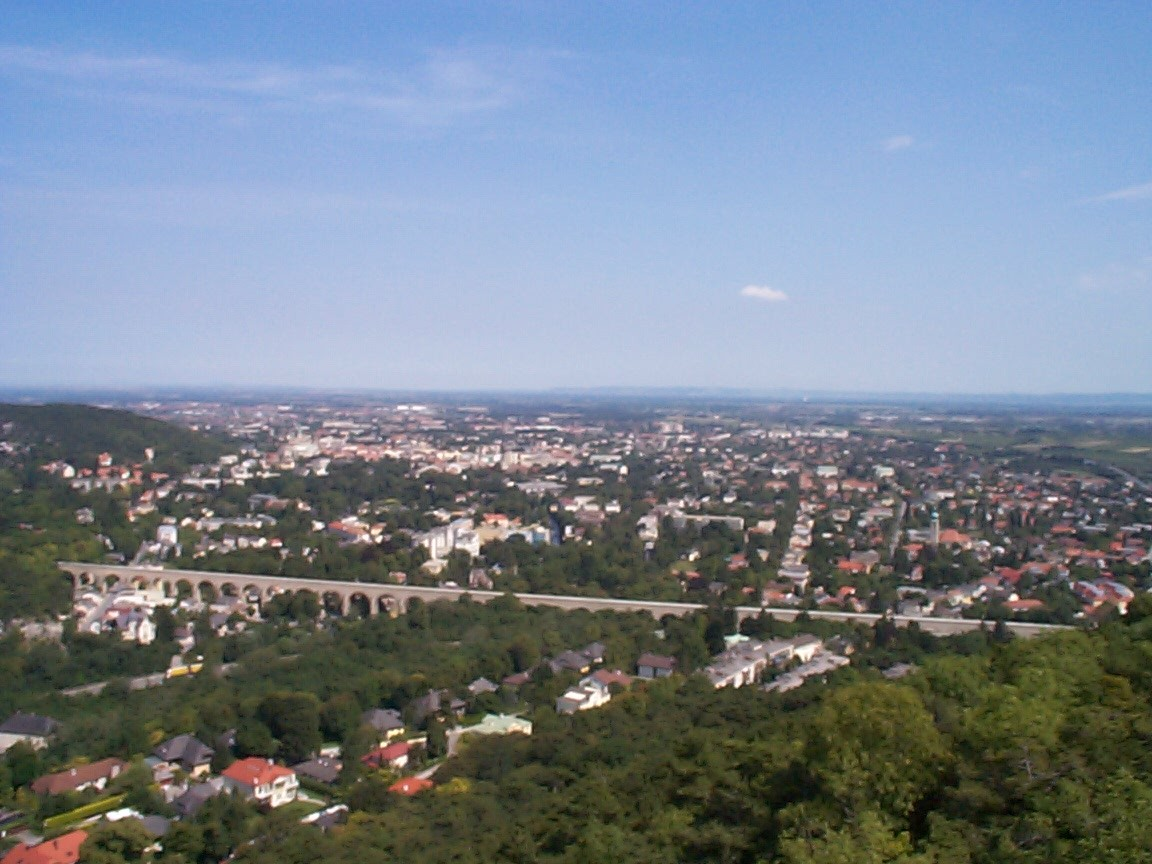
Вид на город
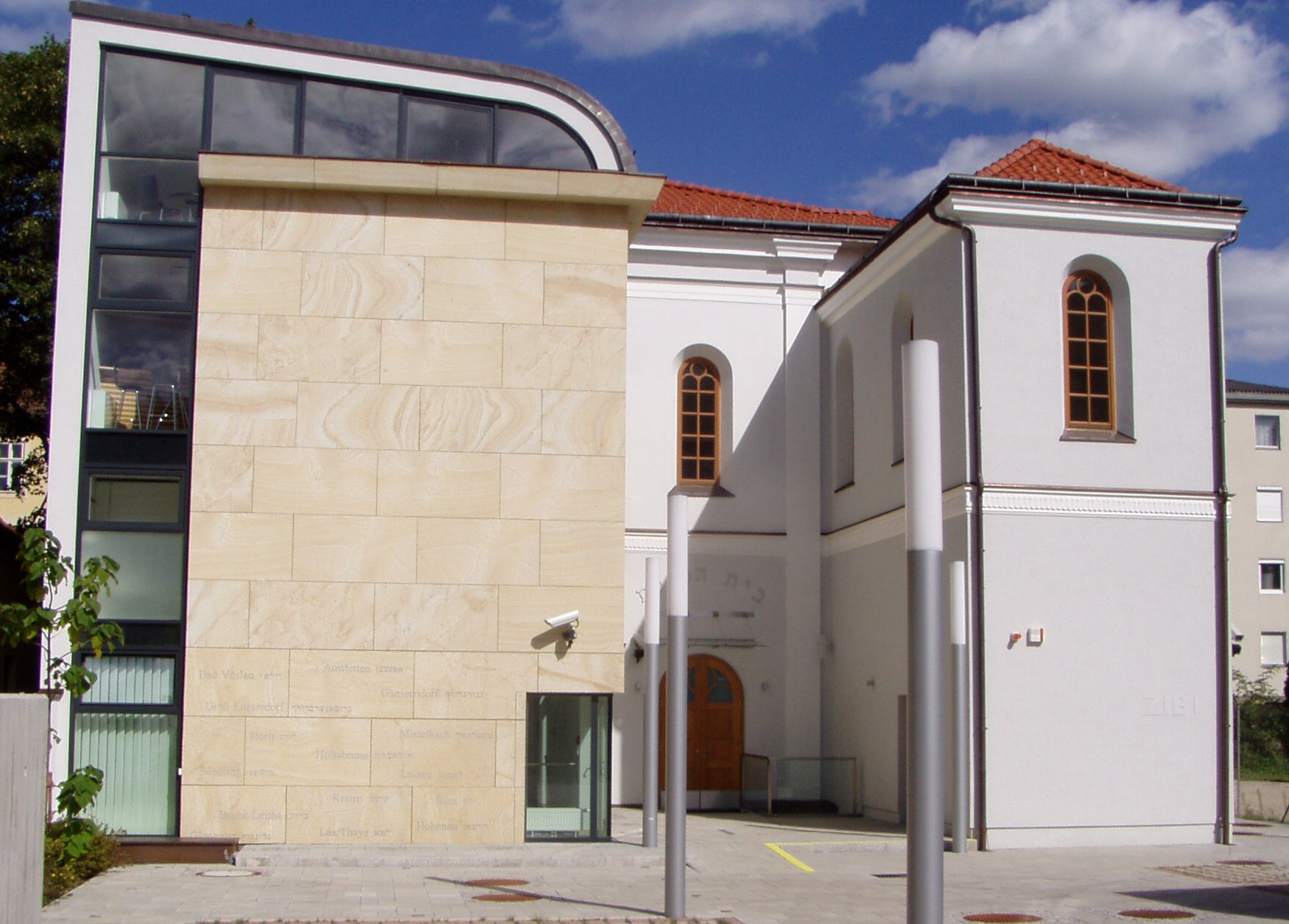
Баденская синагога
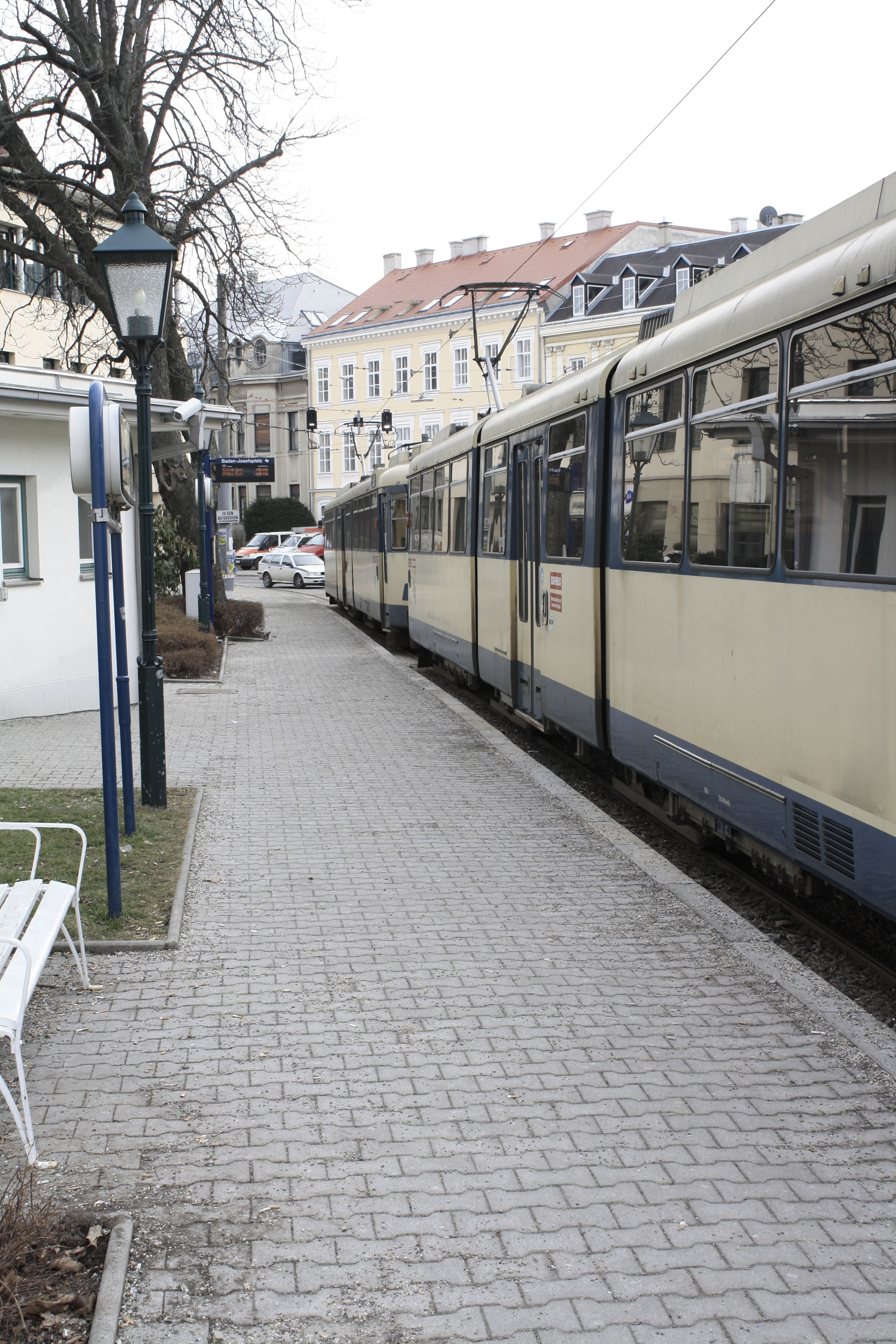
Конечная станция Josefsplatz
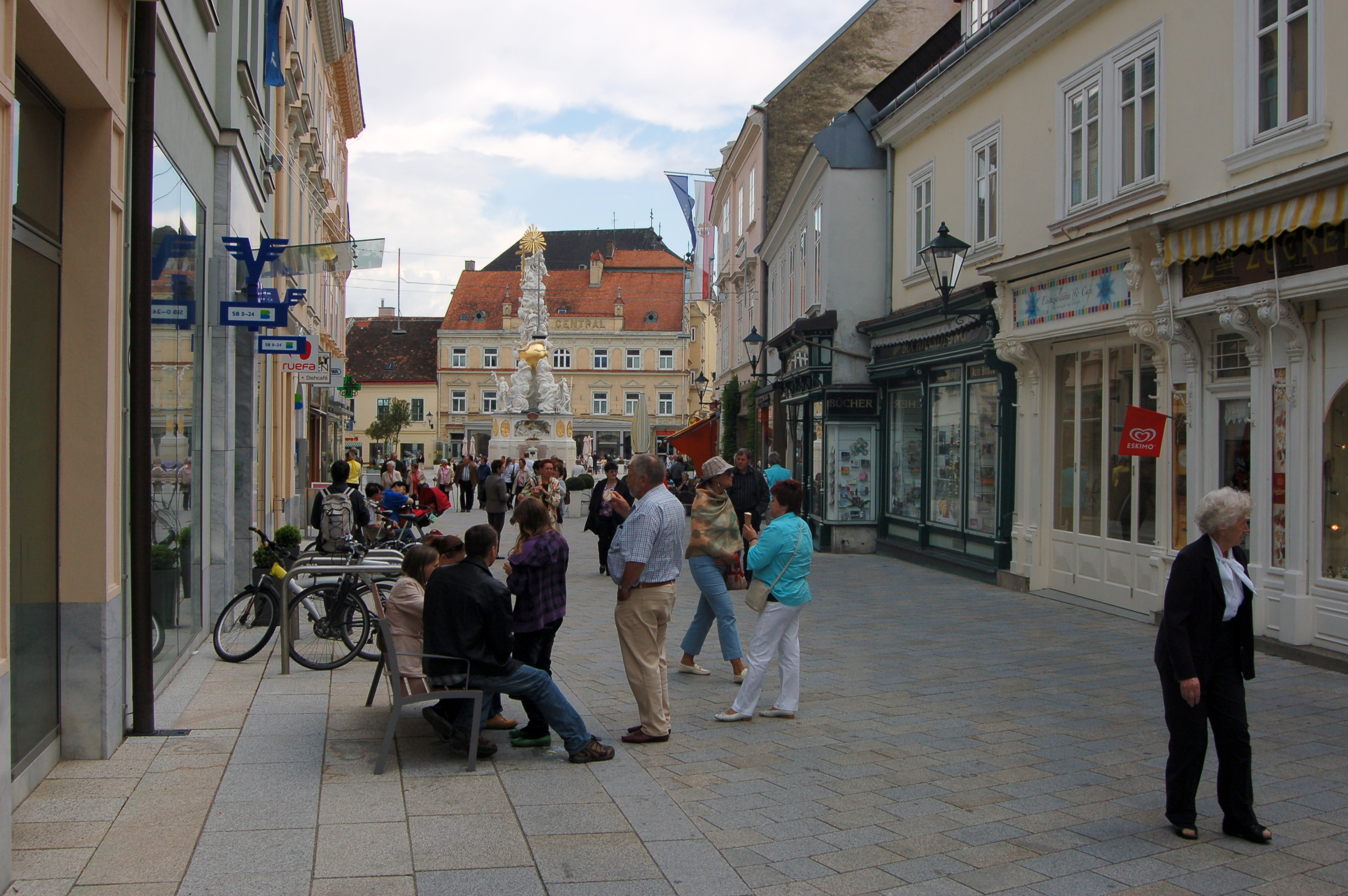
Главная площадь
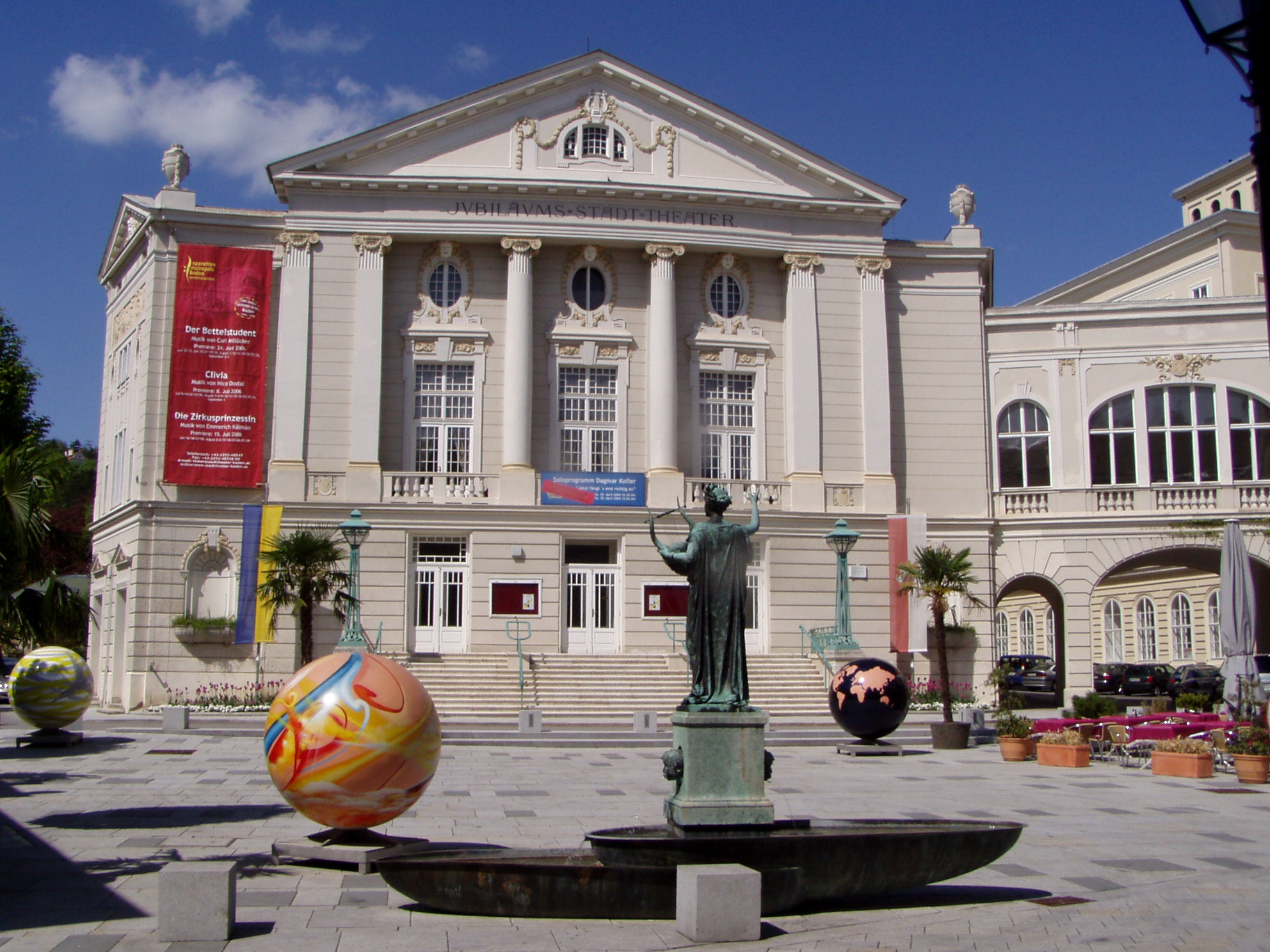
Театральная площадь
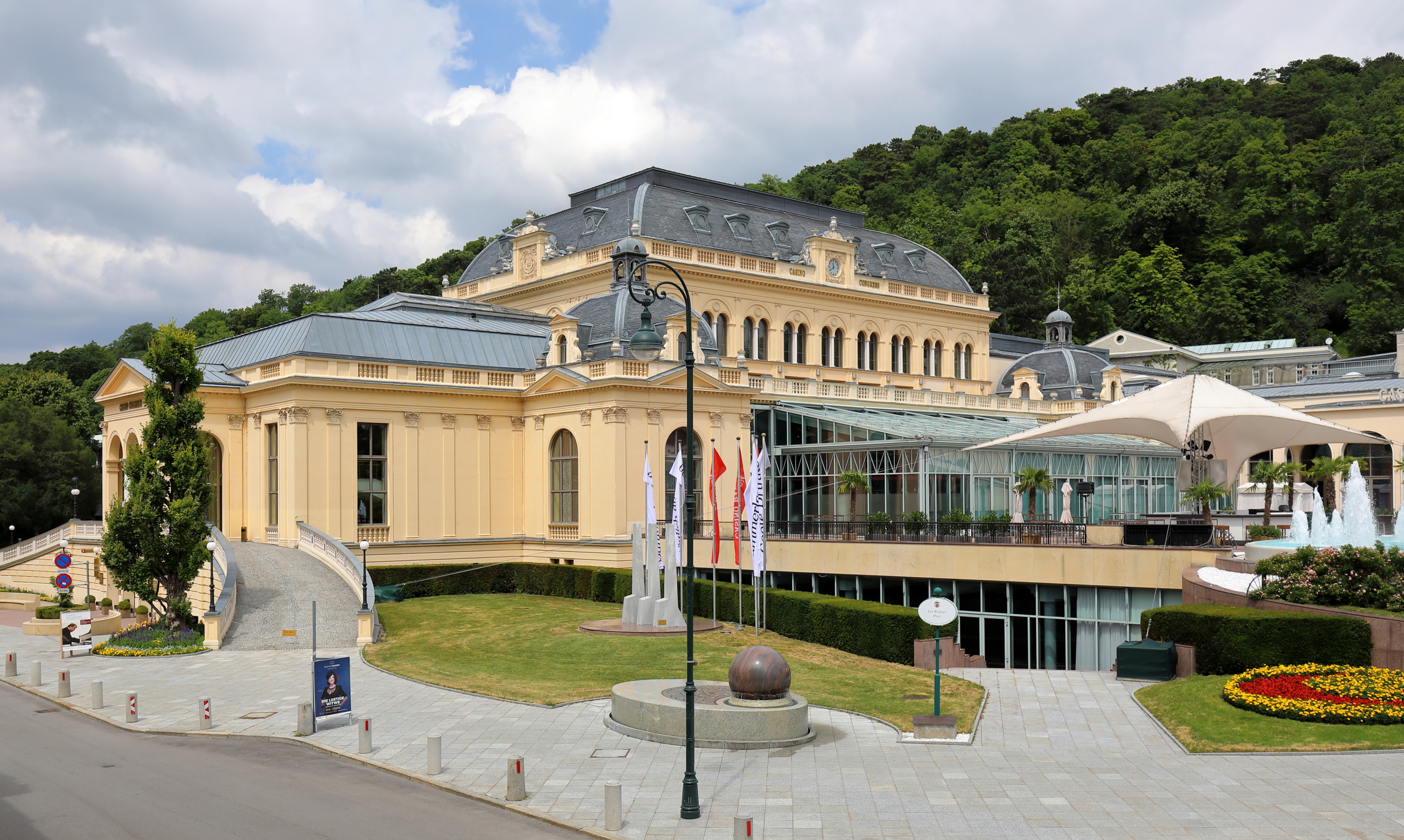
Казино "Конгресс"
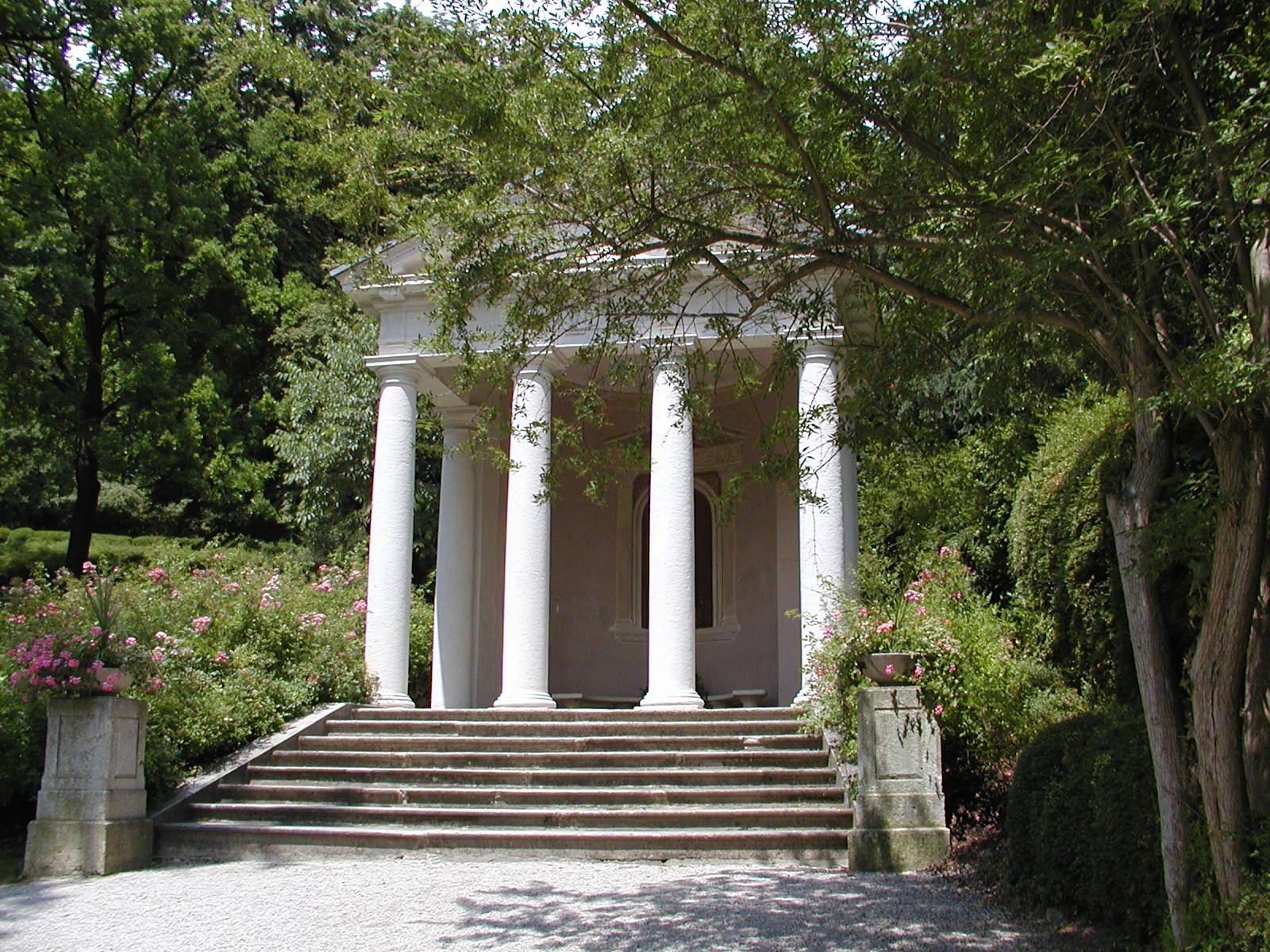
Mozarttempel
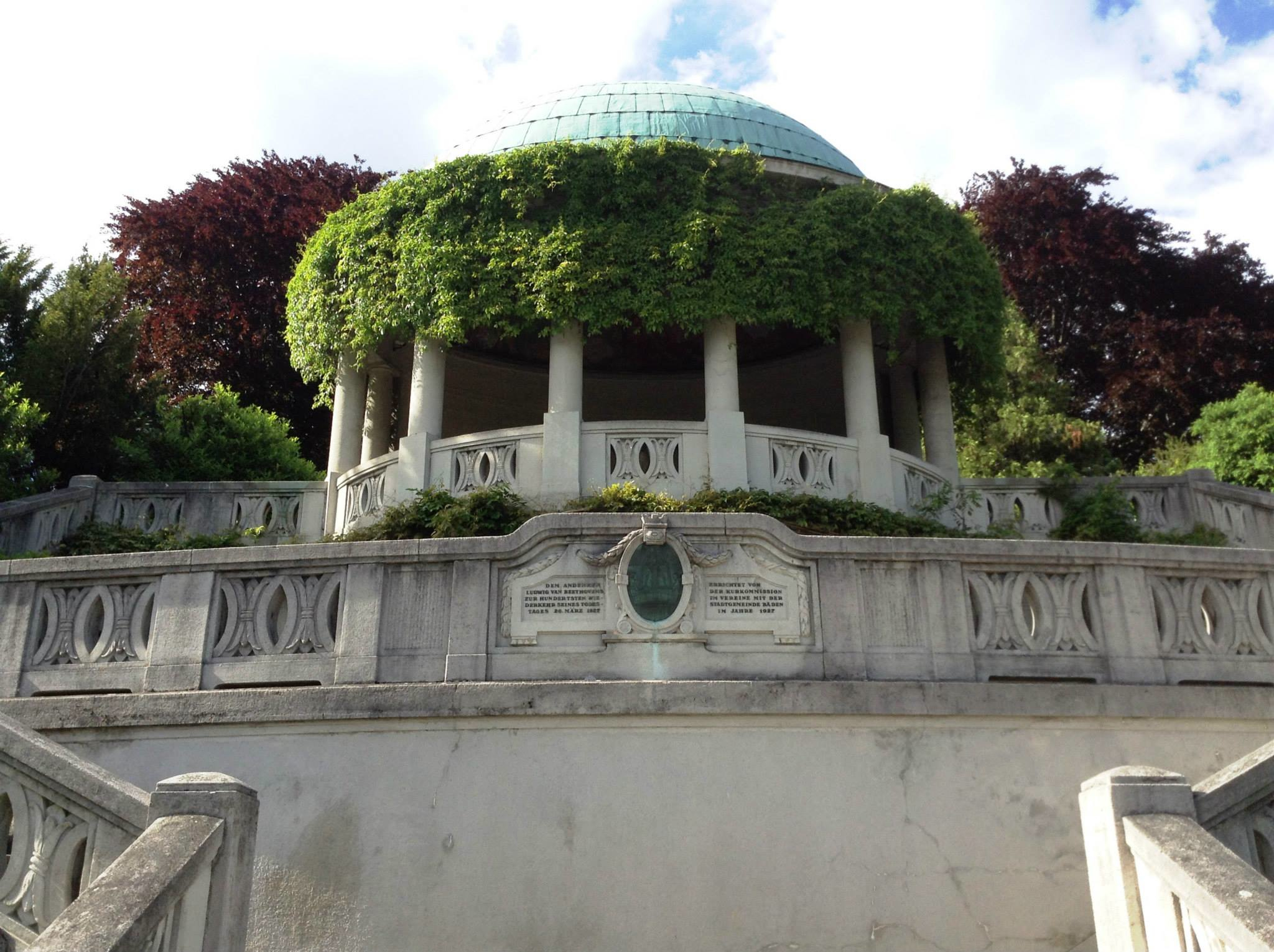
Беседка "Храм Бетховена" в Курпарке
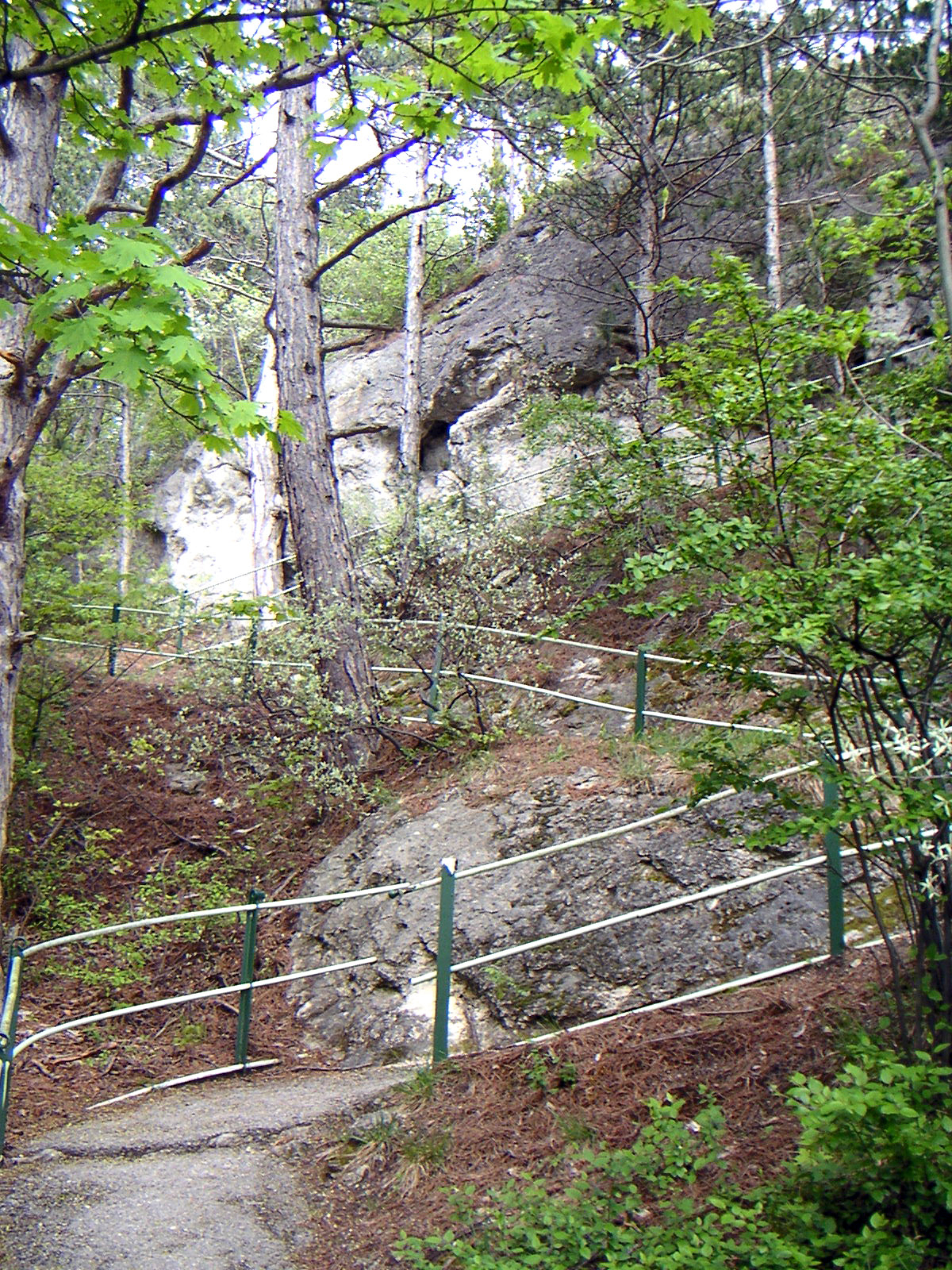
Крутая дорожка в курпарке
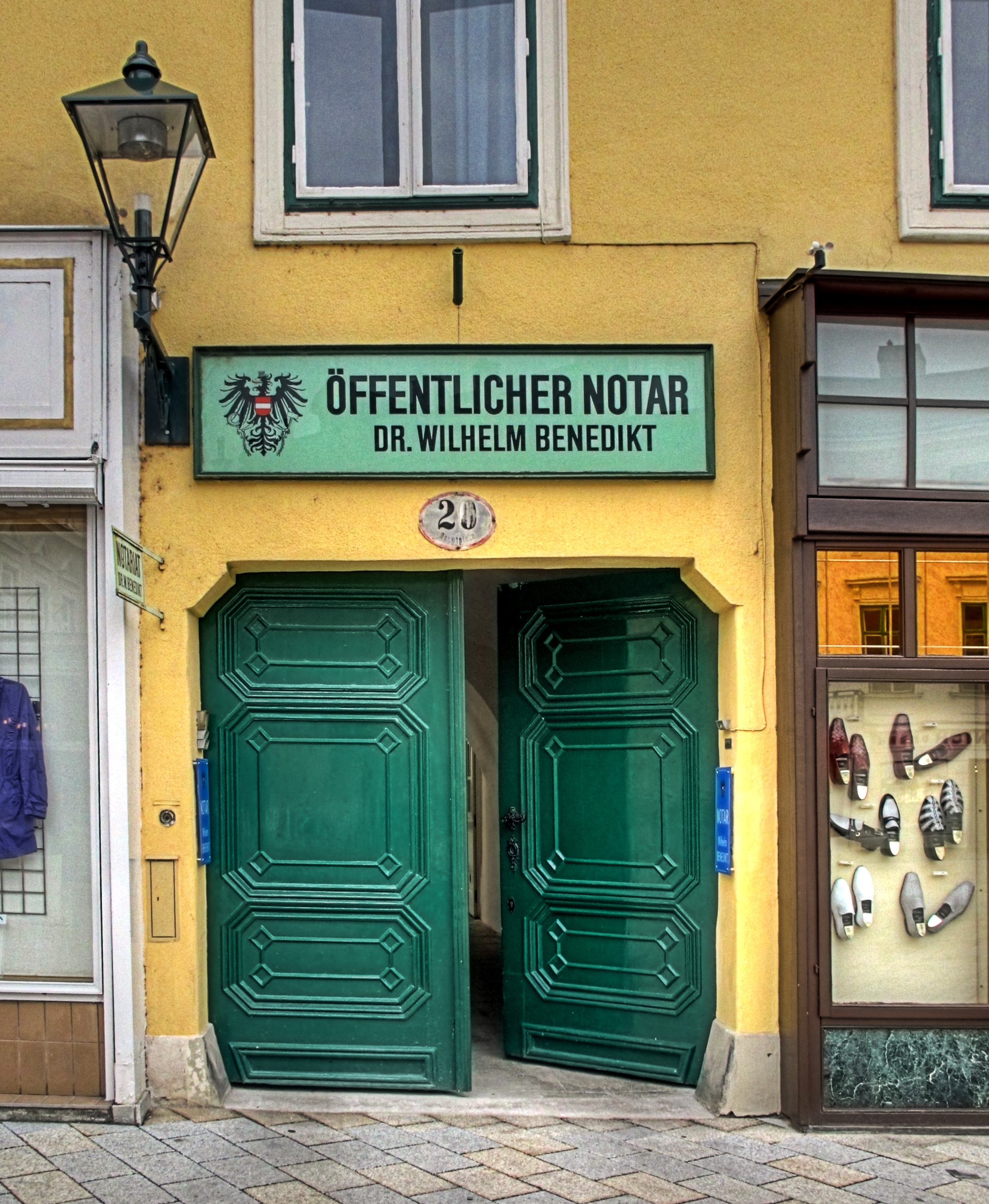
Публичный нотариус
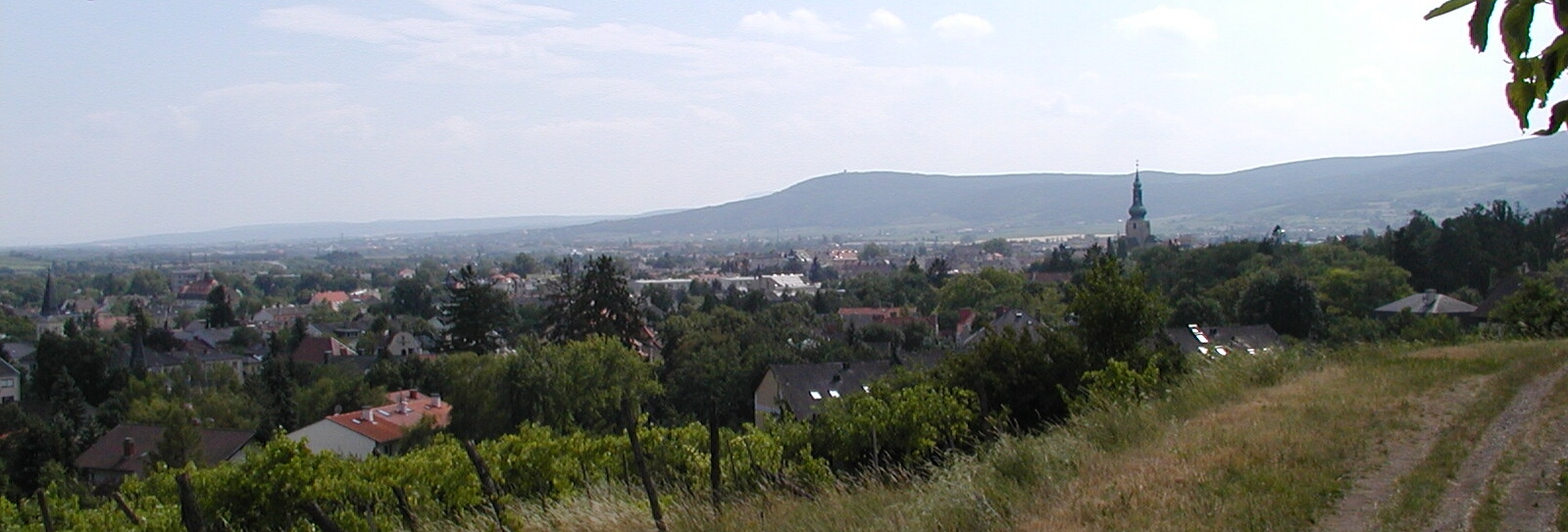
Вид с виноградников
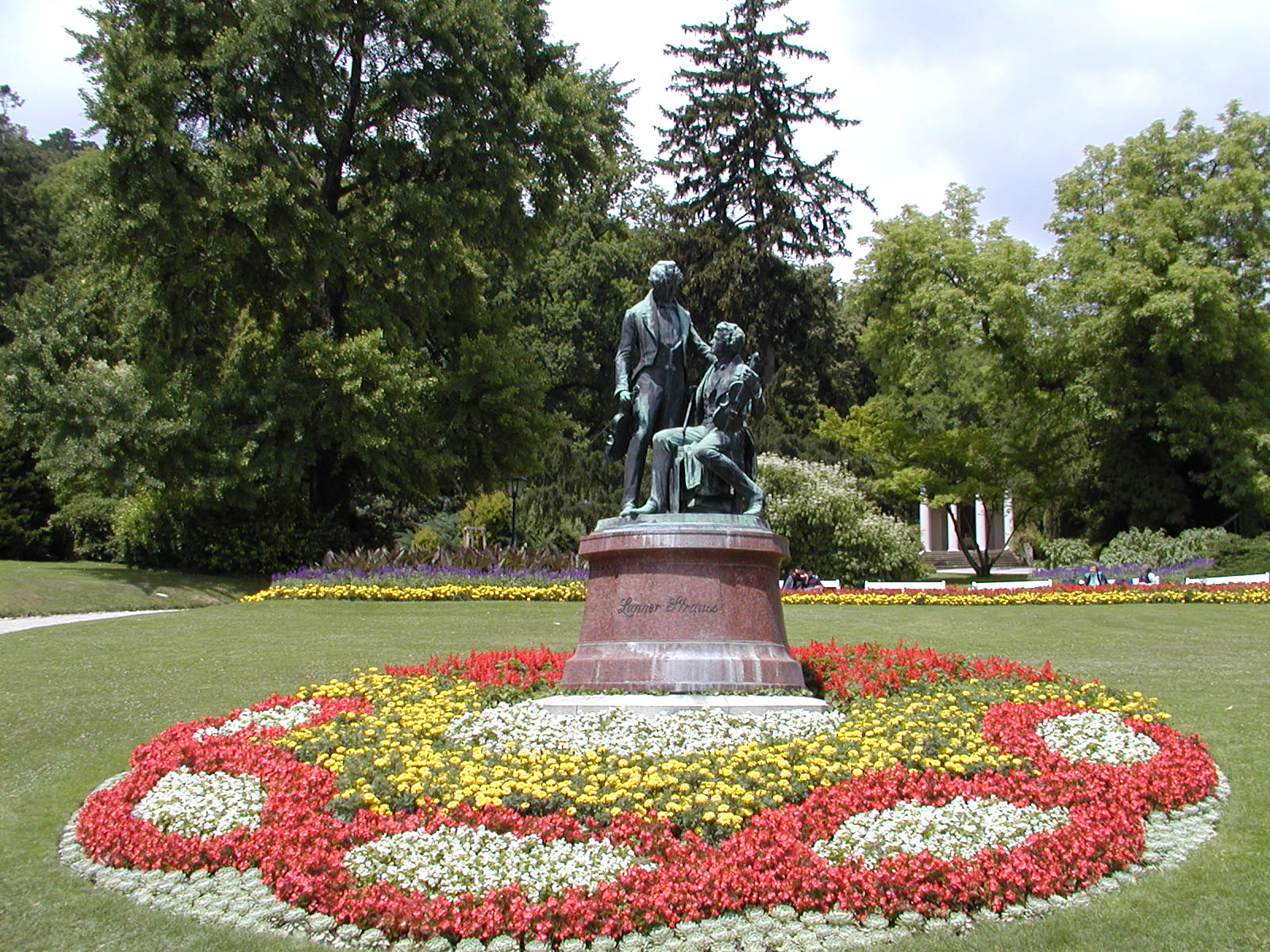
Памятник Ланнеру и Штраусу
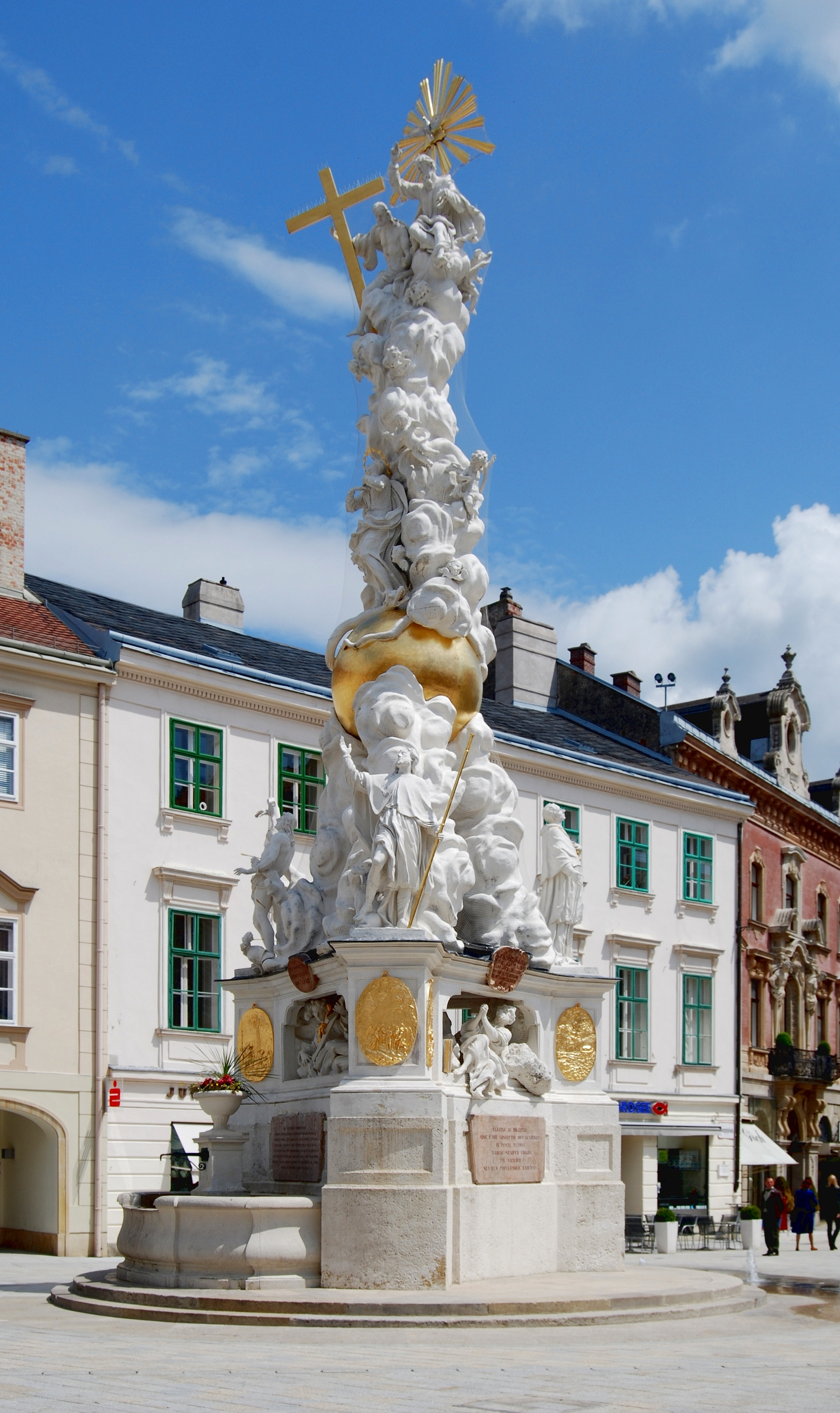
Чумной столб
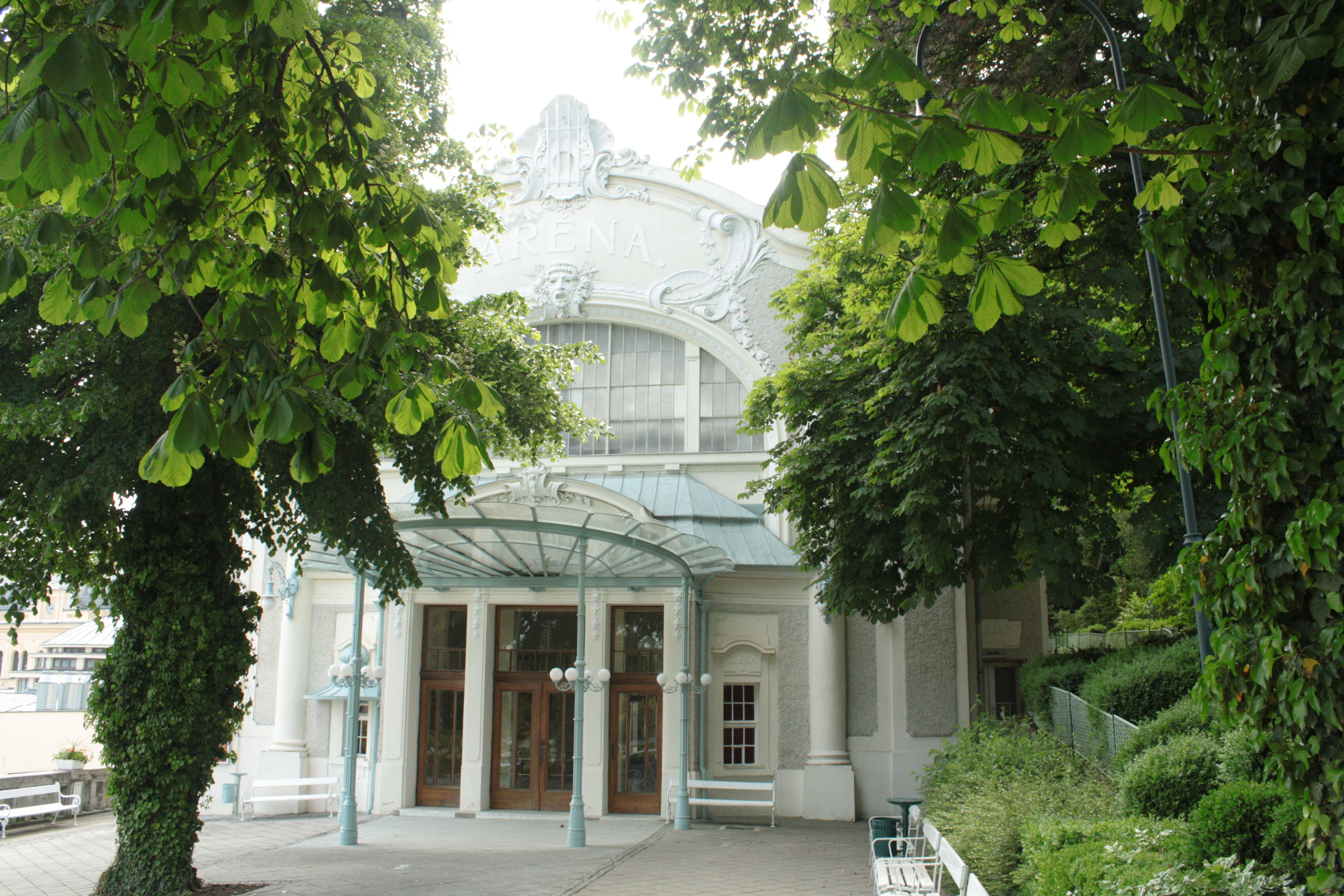
Летняя арена
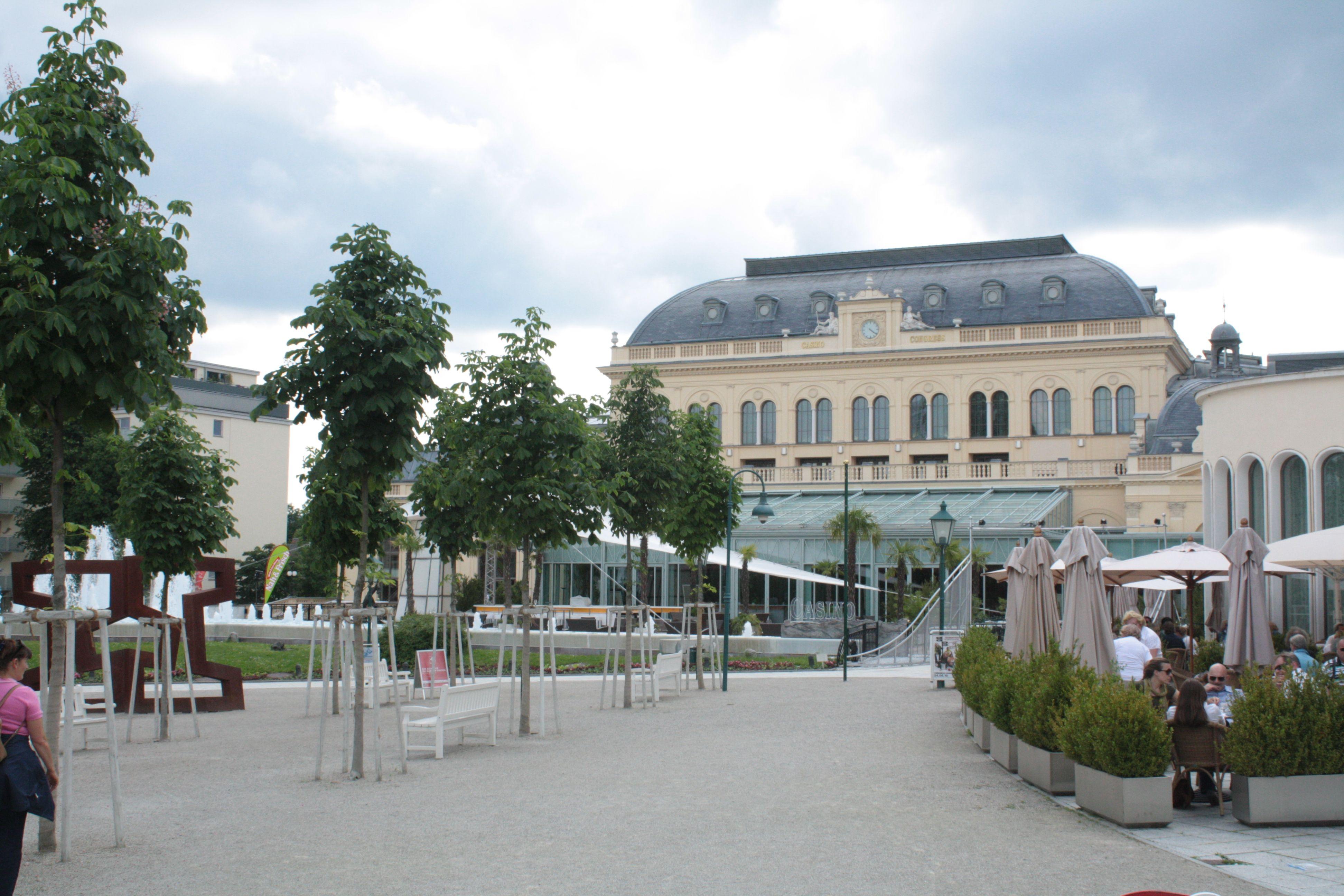
Казино
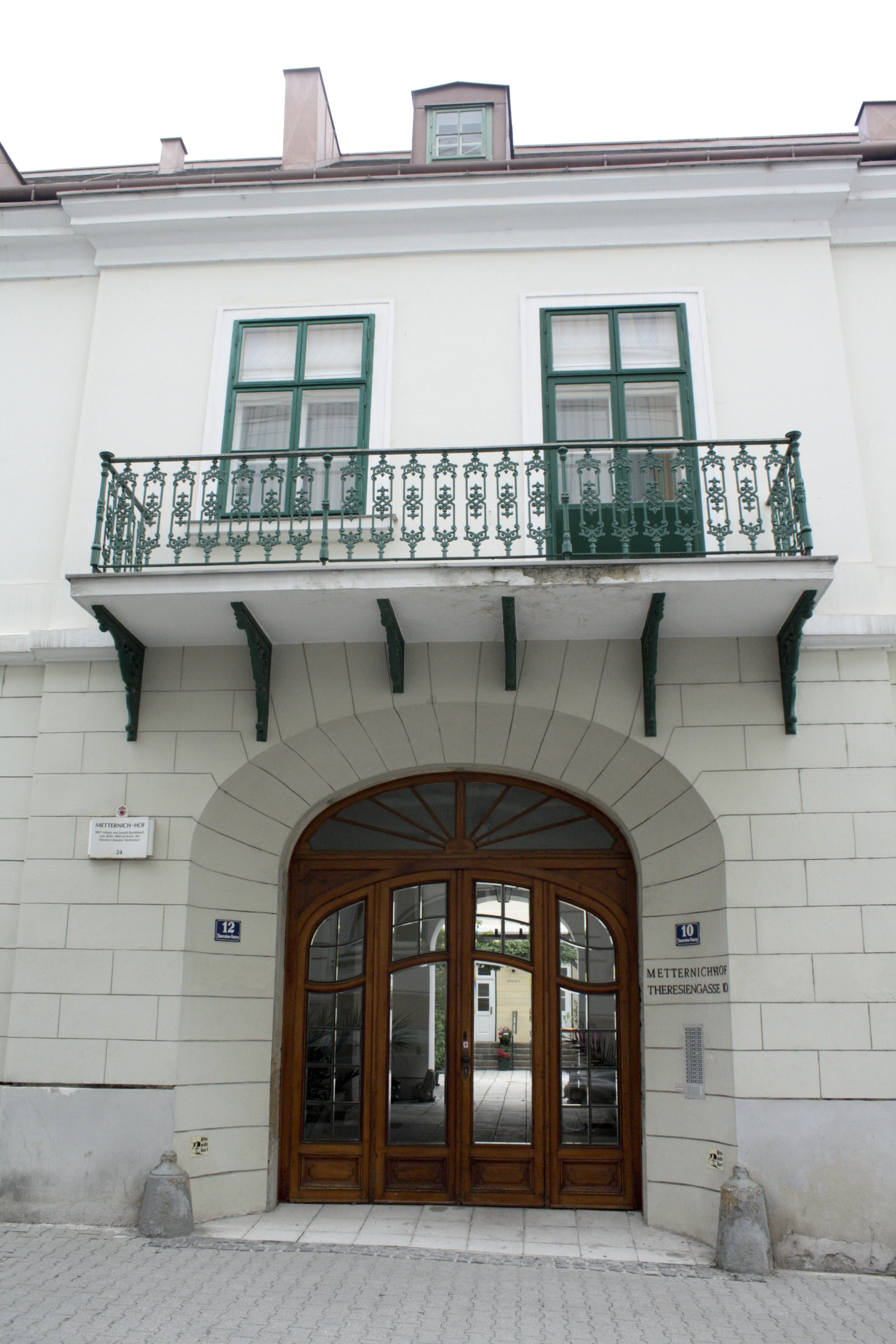
Metternichhof (Йозеф Корнхёйзель)
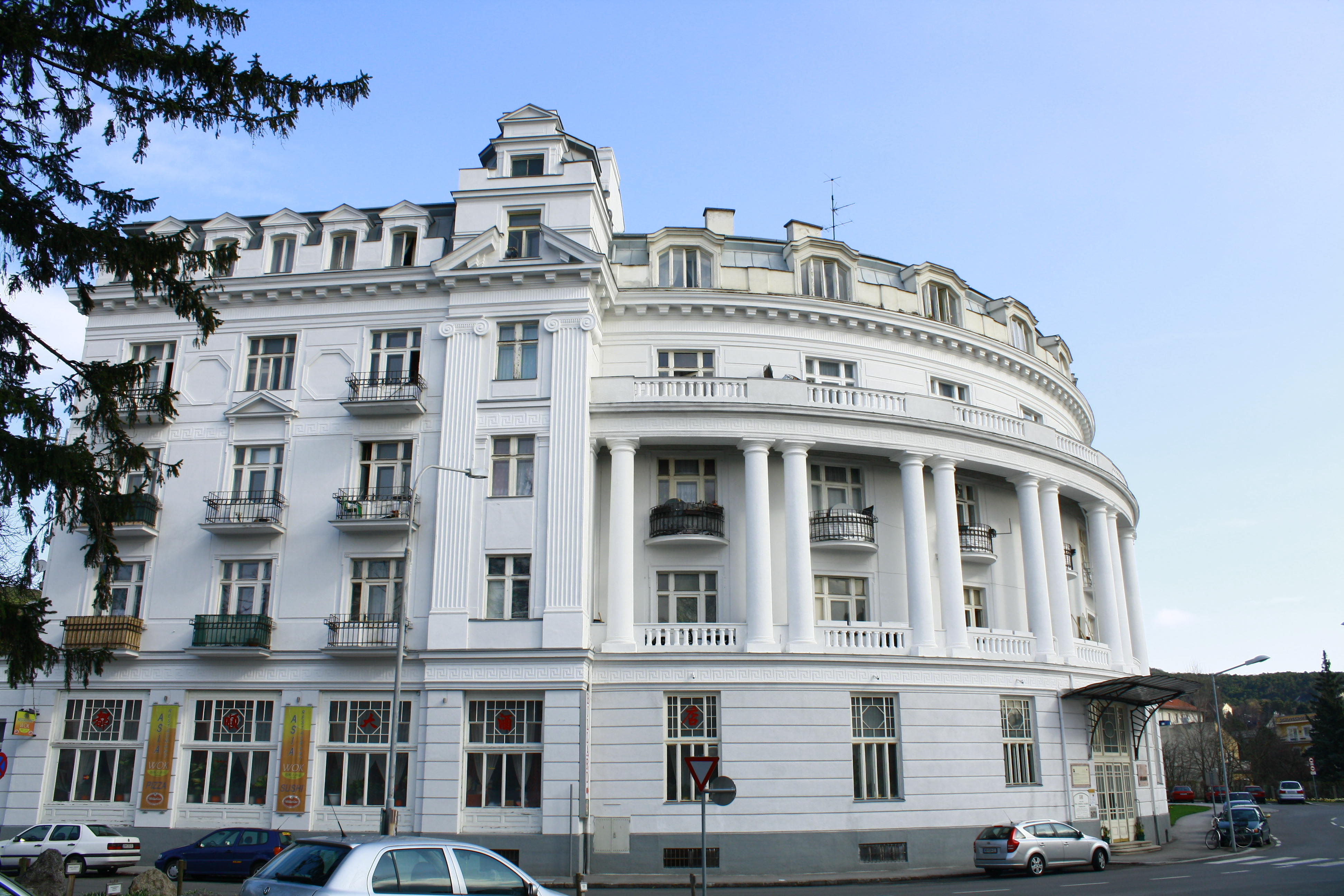
Отель Esplanade
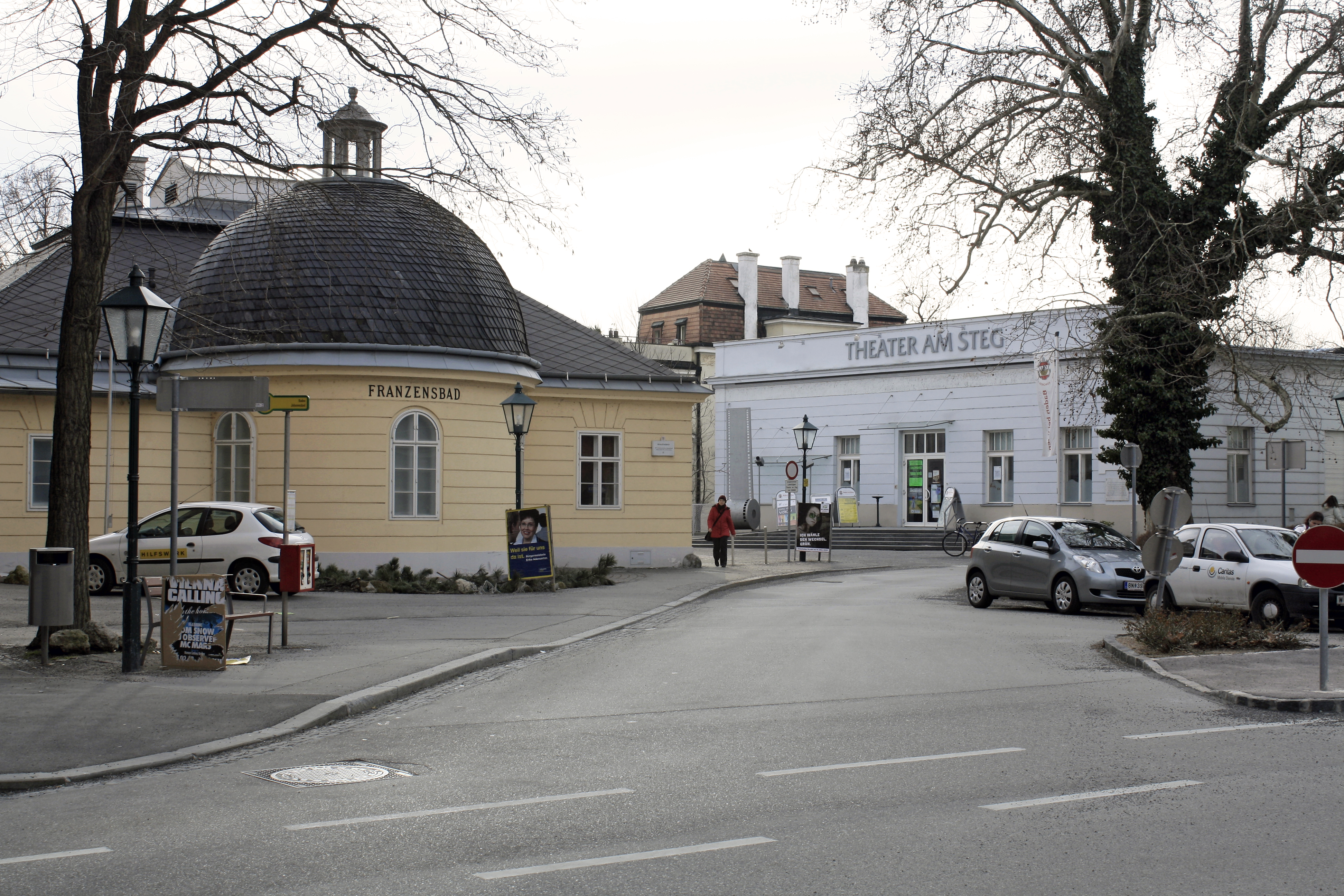
Franzensbad и Theater am Steg
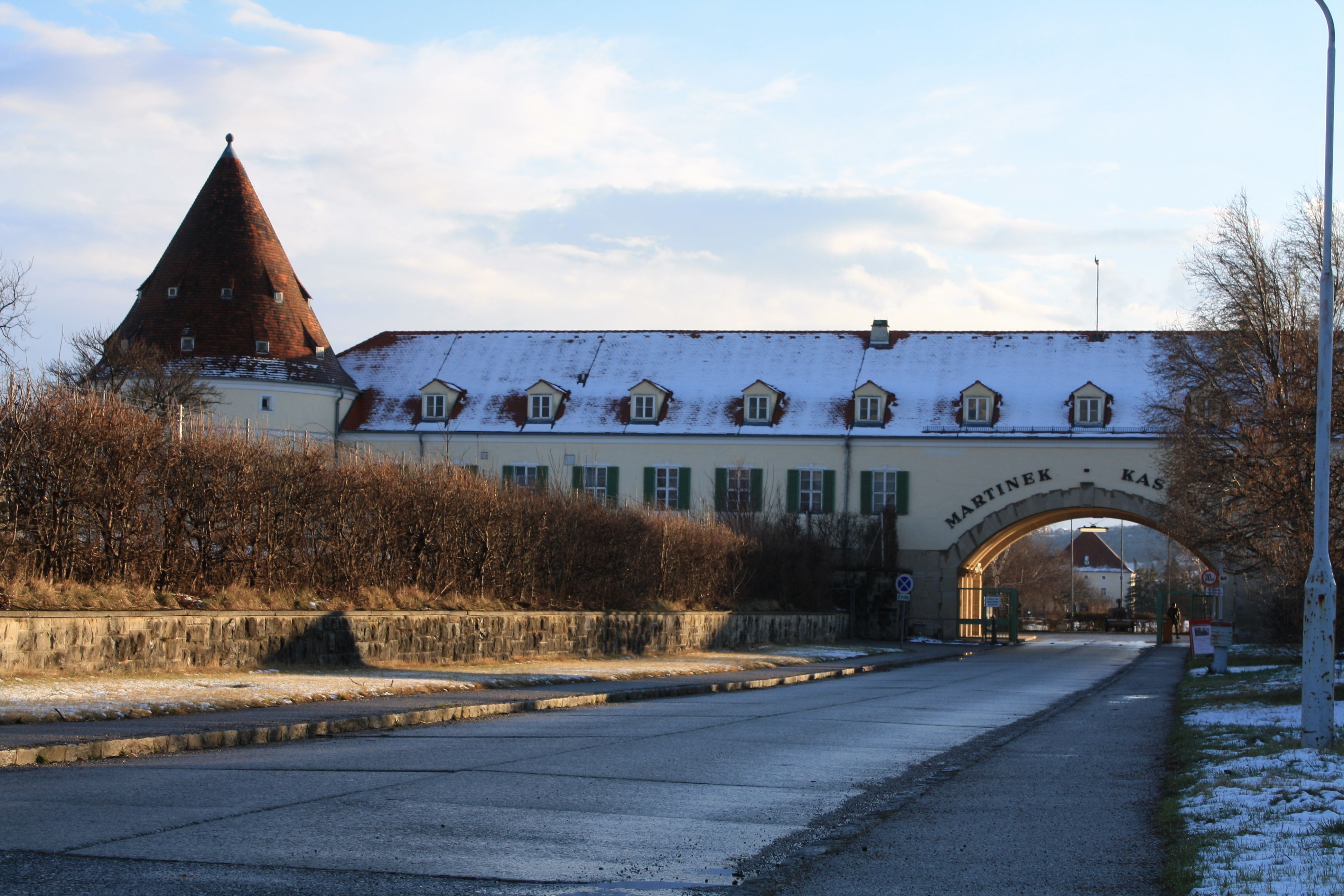
Военные бараки (Martinek)
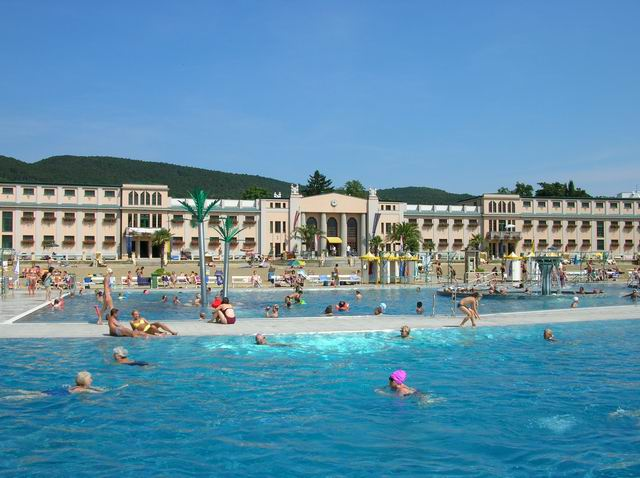
Термальный комплекс и бассейн
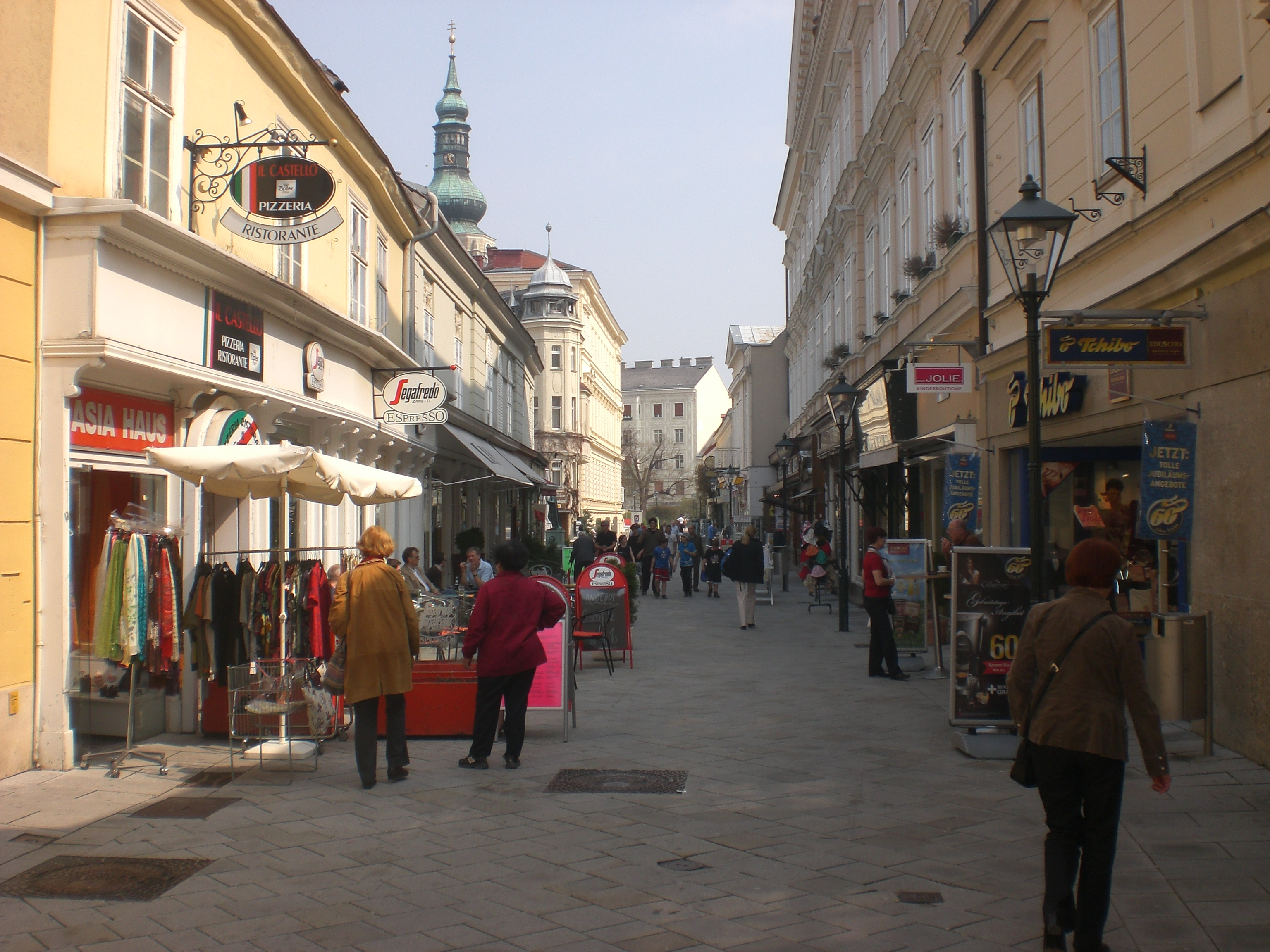
Pfarrgasse
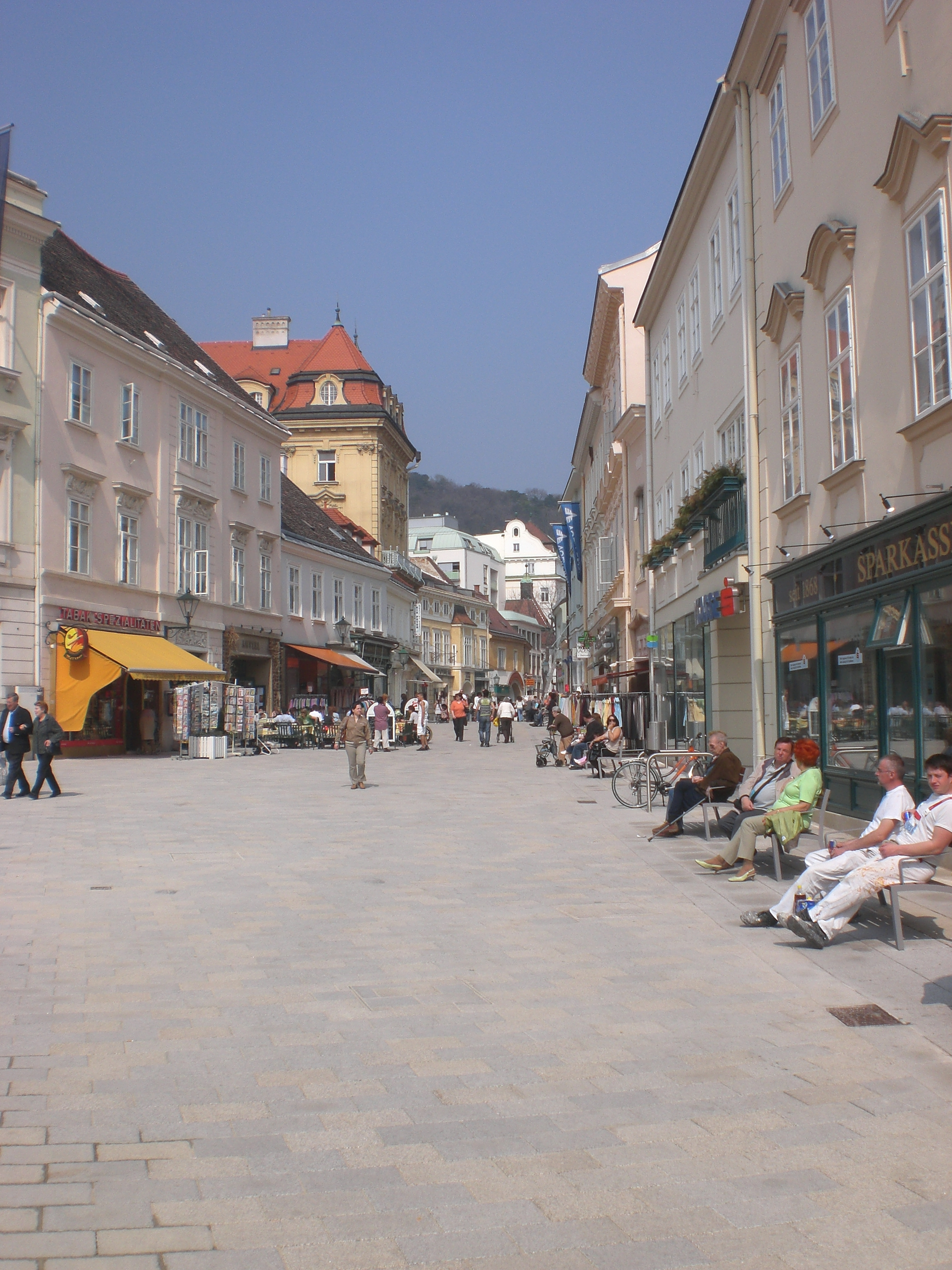
Theresiengasse
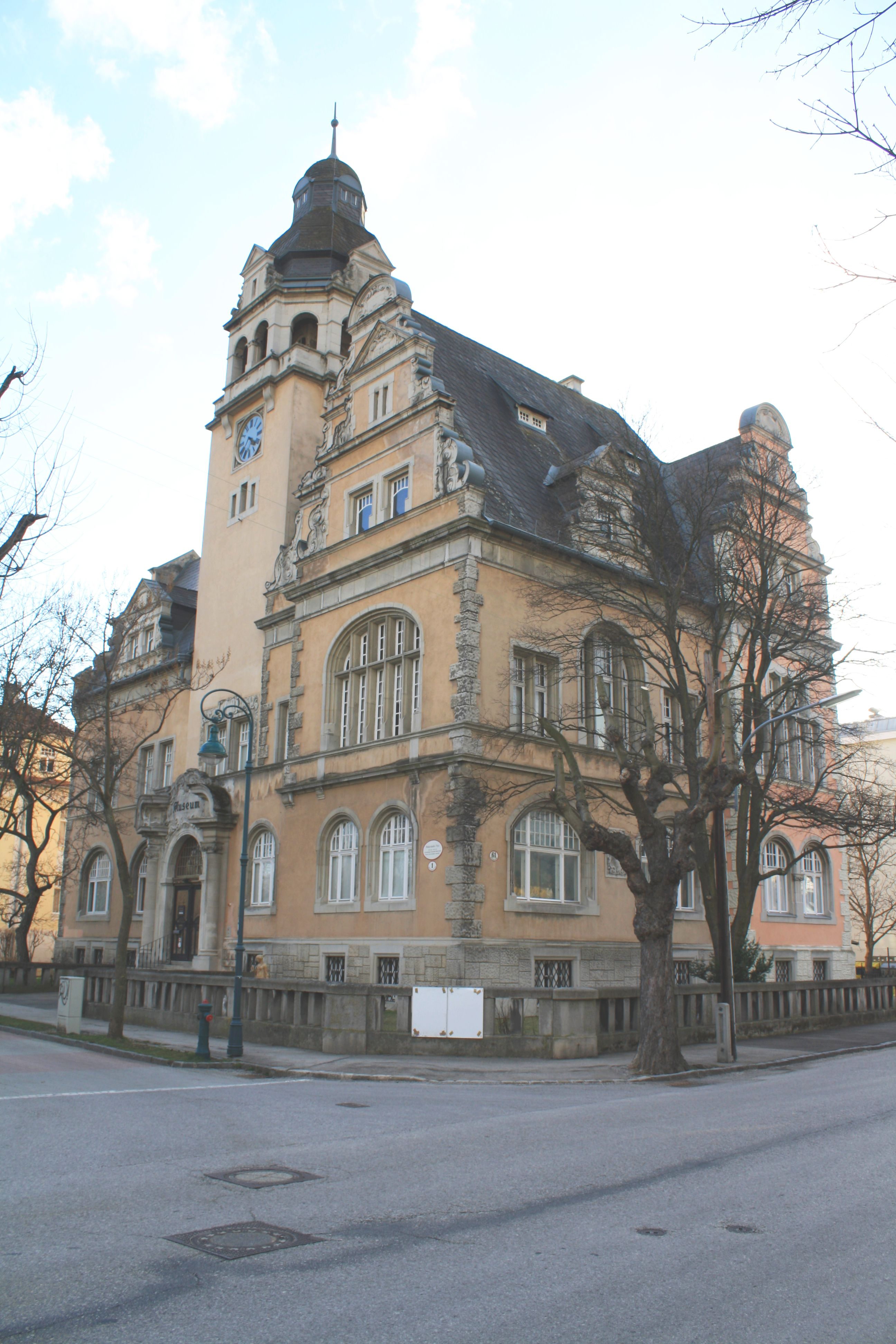
Rollettmuseum
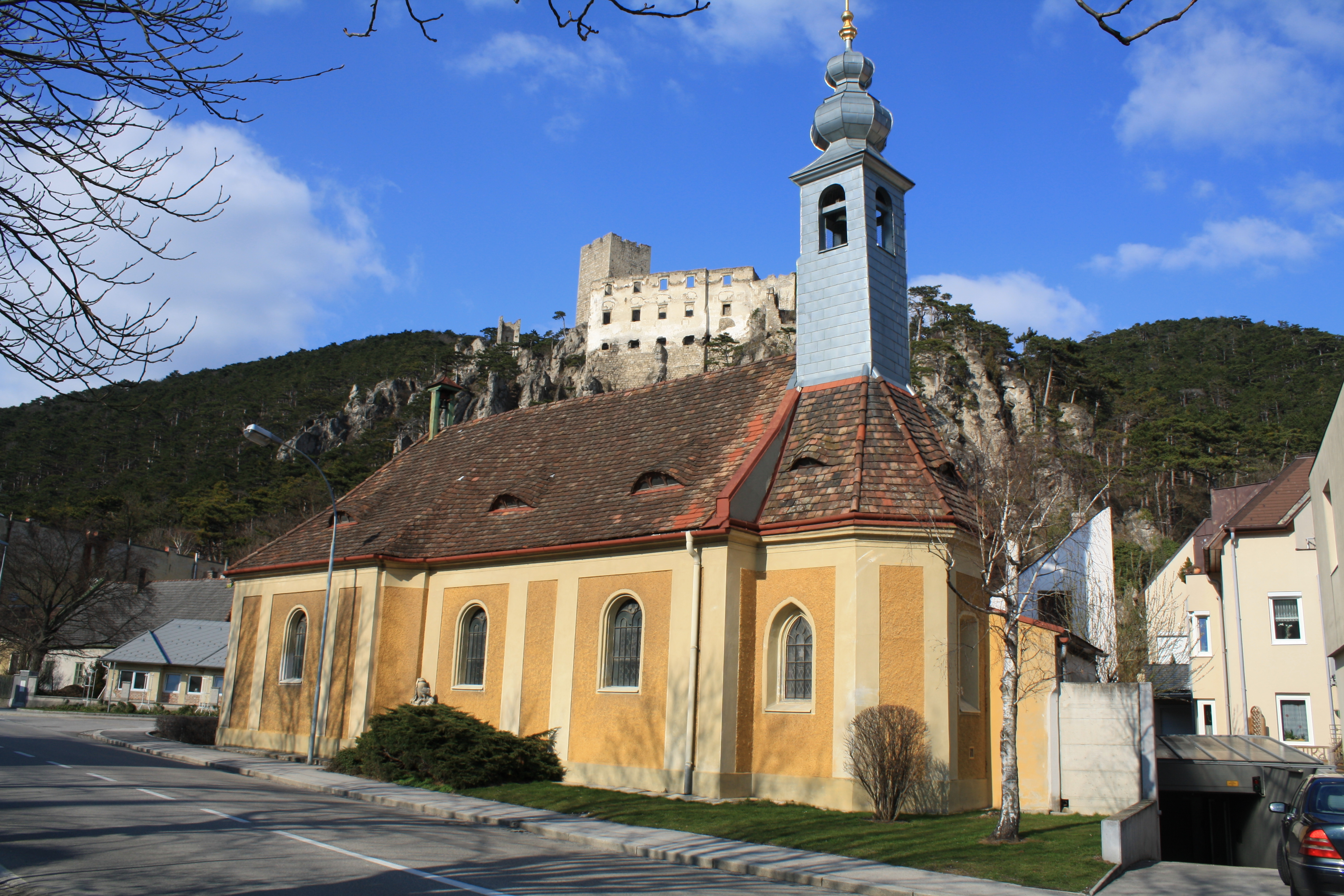
Церковь Св. Елены, на фоне замок Раухенштайн
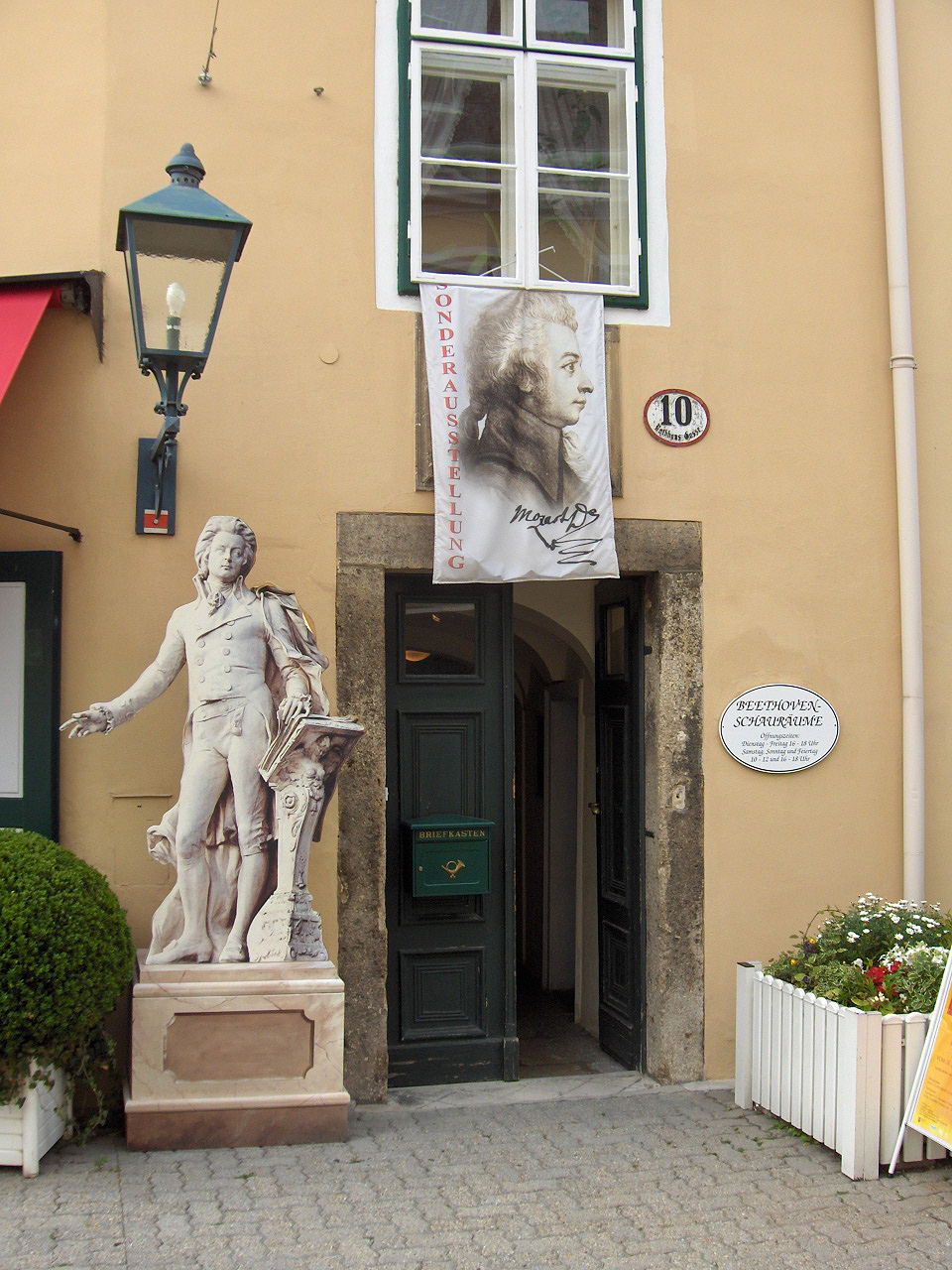
Дом Бетховена (1821—1823) на Rathausgasse 10
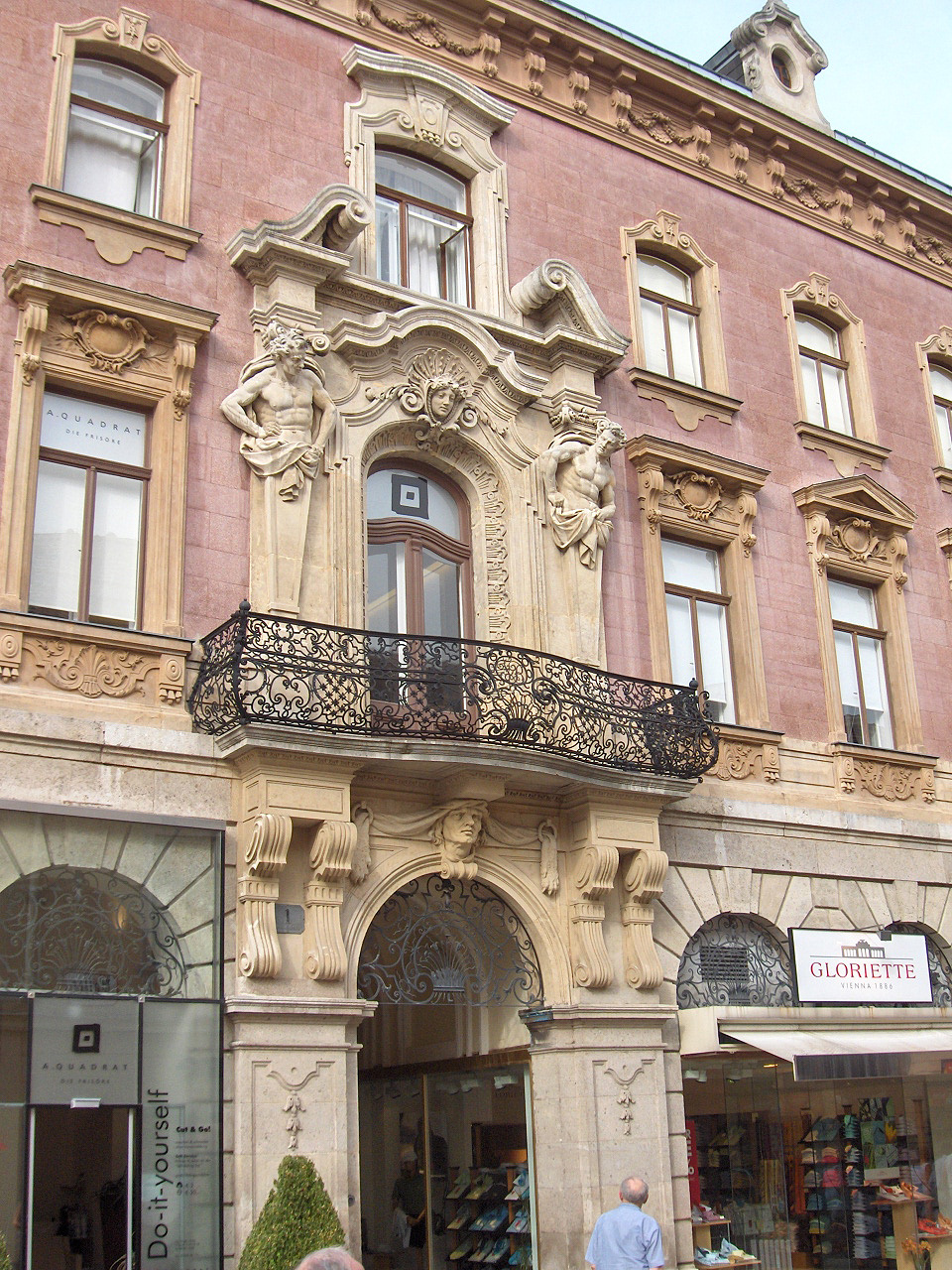
Типичный дом с кариатидами и балконом в стиле модерн
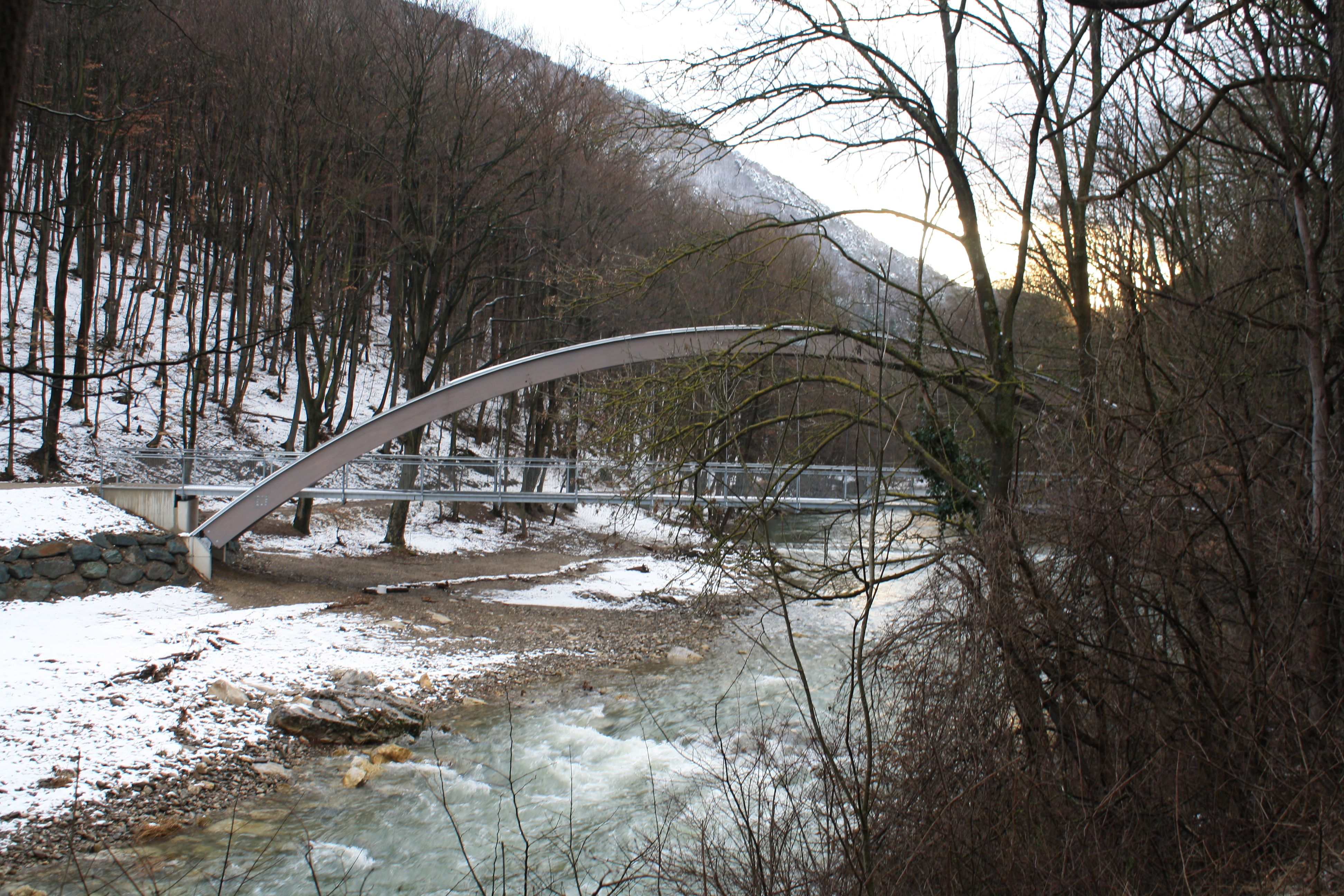
Велосипедный мост через реку Швехат
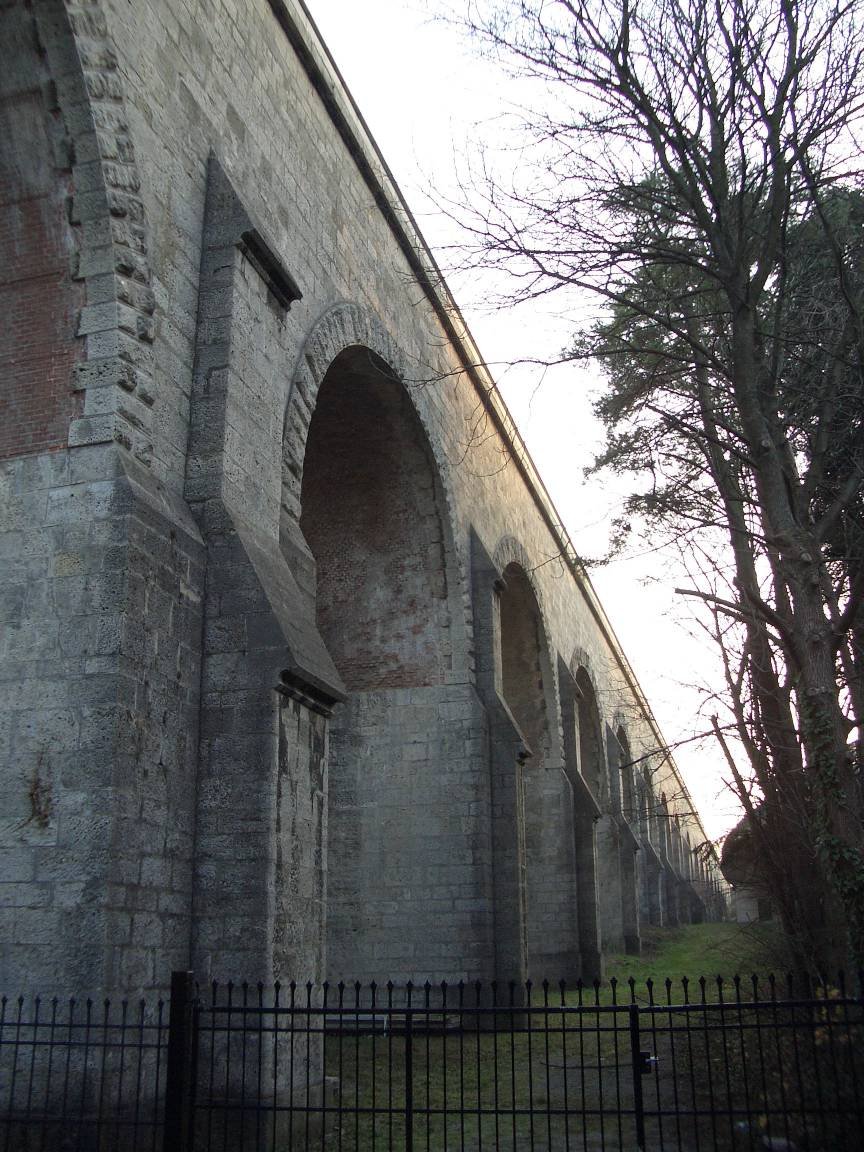
Акведук венского водовода
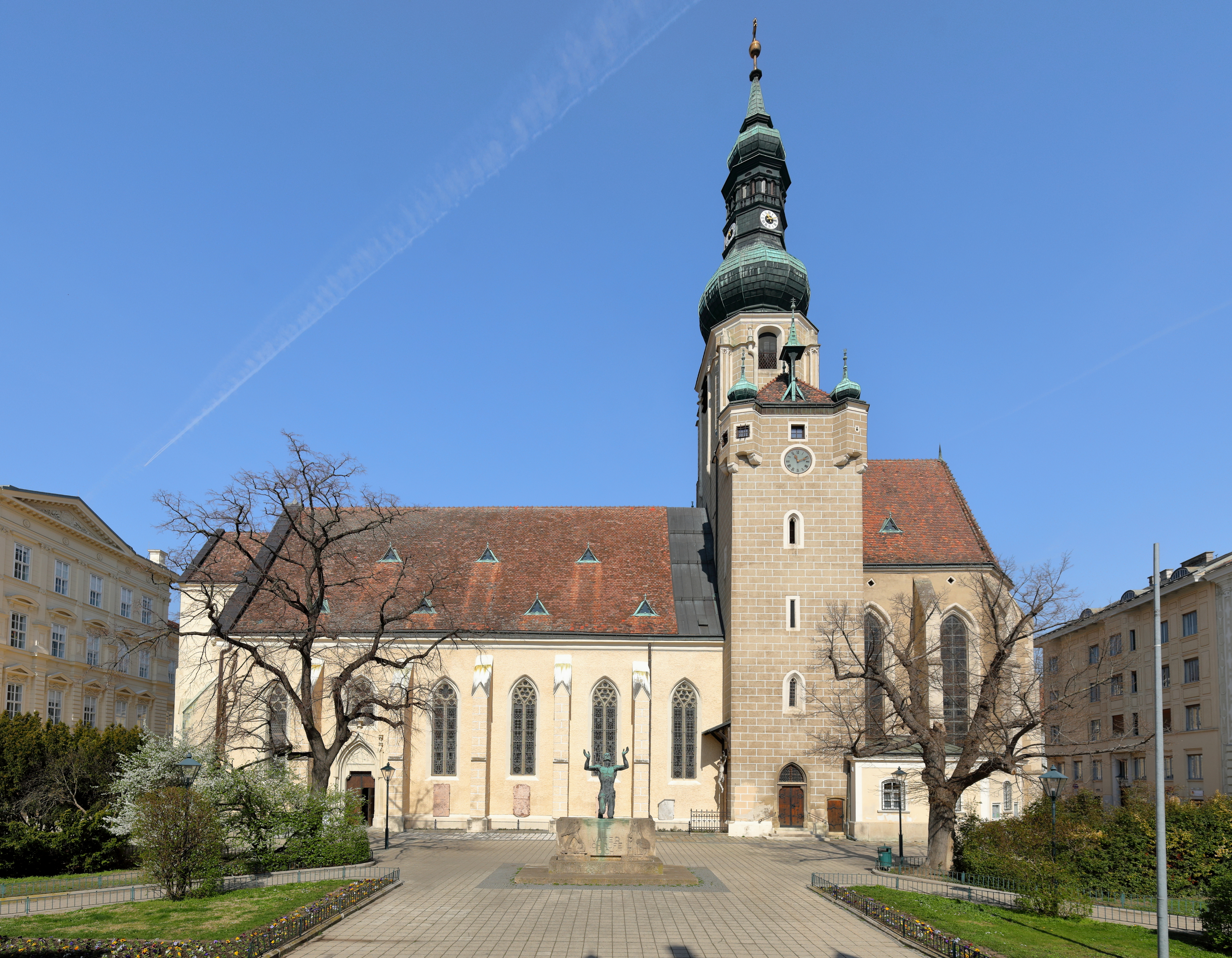
Церковь Св. Стефана
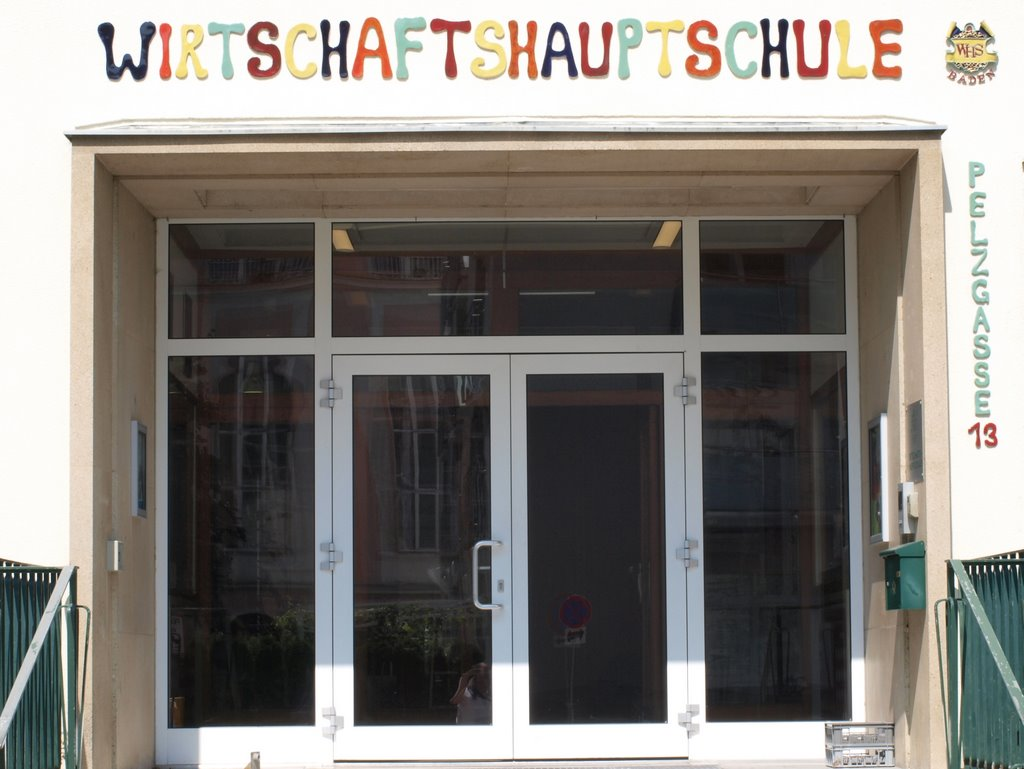
Экономическая школа
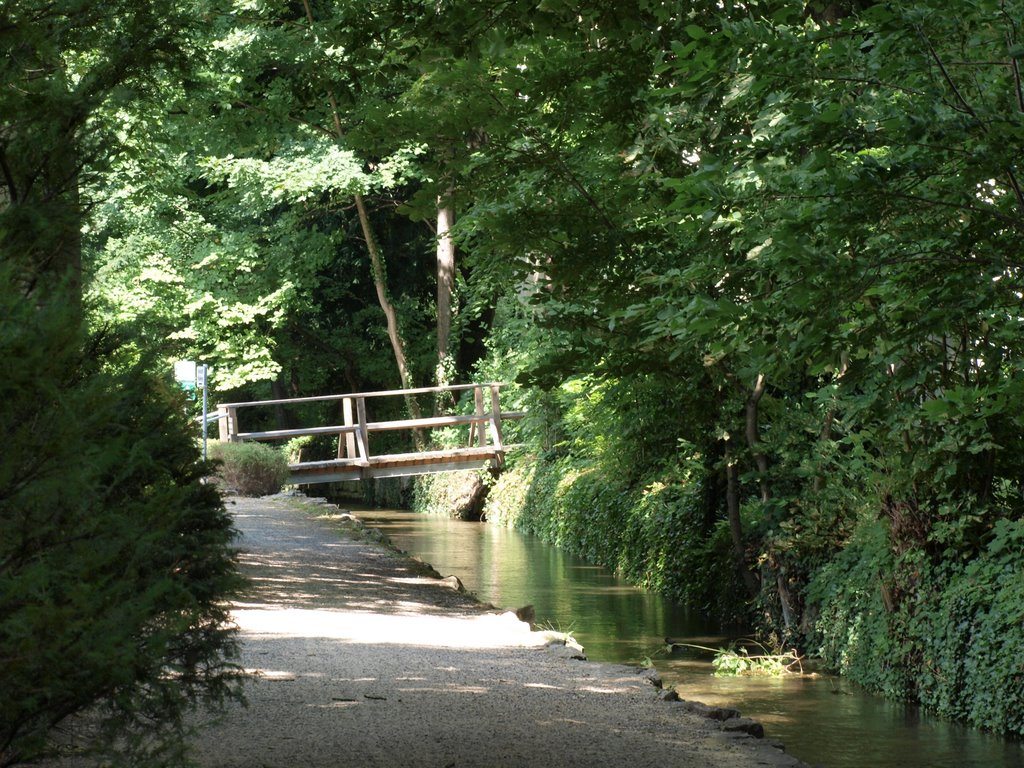
В розарии